# Storia dell'Europa

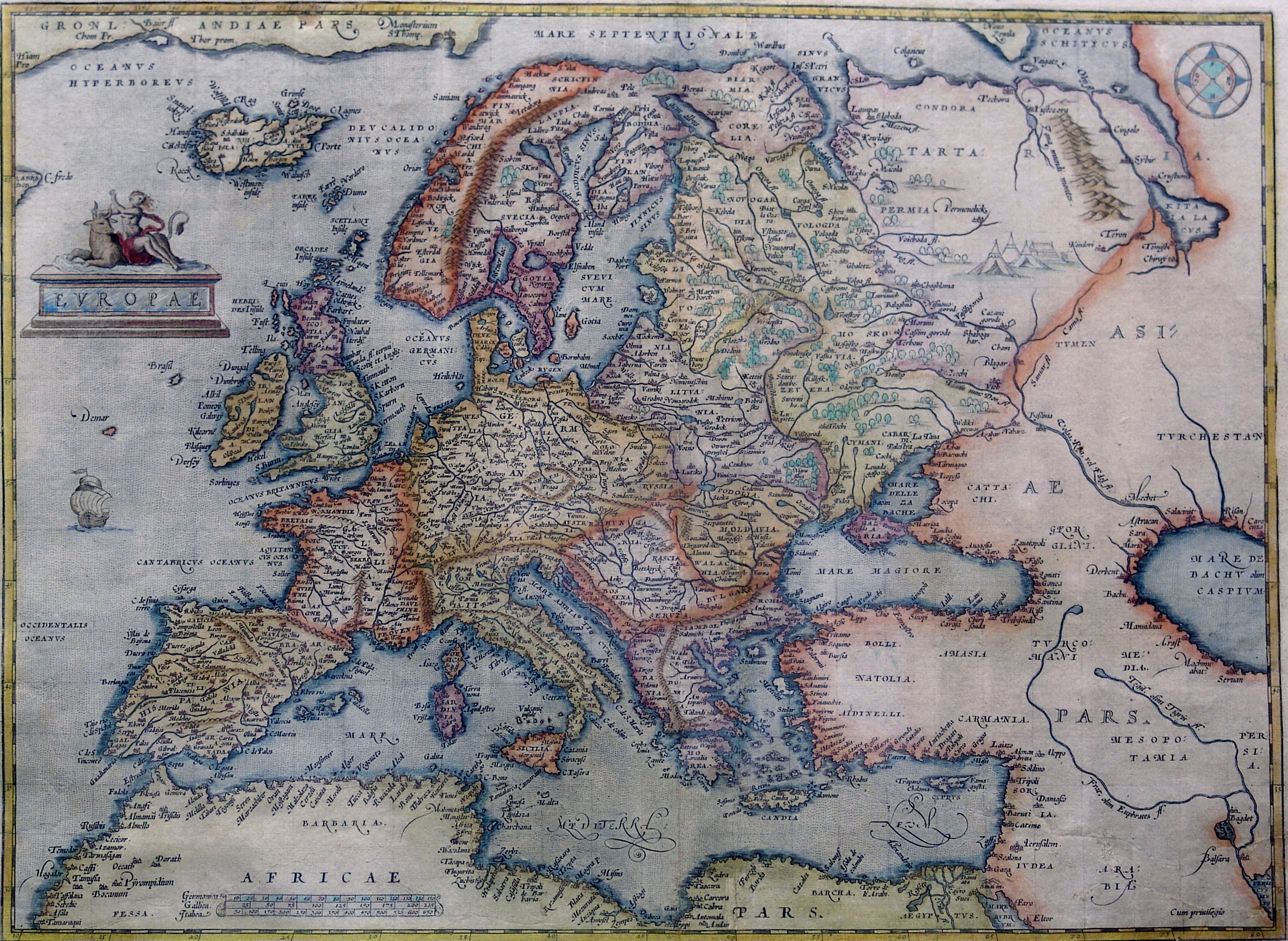
L'europa del 1595 disegnata dal cartografo Abraham Ortelius di Anversa

Per storia dell'Europa si intende convenzionalmente la storia dell'omonimo continente e dei popoli che l'hanno abitato e che lo abitano. Durante il Neolitico e il periodo delle migrazioni indoeuropee, in Europa giunsero flussi umani da est e sud-est che successivamente permisero importanti scambi culturali e di materiali.
Il periodo noto come Età antica iniziò con l'emergere delle città-stato dell'antica Grecia. Successivamente l'Impero romano arrivò a dominare l'intero bacino del Mediterraneo e tutti i territori ad ovest del Reno e a sud del Danubio. Dopo la nascita di Cristo, la religione cristiana si diffuse gradualmente in tutto il continente. La consuetudine pone al 476 d.C. la caduta dell'Impero romano d'Occidente e l'inizio del Medioevo, segnato dalle invasioni barbariche del V secolo. L'alto Medioevo fu caratterizzato dalla fusione tra la civiltà romana e quelle dei popoli sopraggiunti, e dalla nascita del Sacro Romano Impero e del feudalesimo. Il basso Medioevo vide la rinascita delle città e la ripresa dei contatti con Asia e Africa, ristabiliti dalle Repubbliche marinare.
L'Età moderna è segnata da un profondo cambio degli equilibri geopolici continentali, conseguenti alla colonizzazione europea delle Americhe, oltre che da un movimento artistico e culturale ispirato all'antichità classica: il Rinascimento. Negli stessi anni, la Riforma protestante prese campo principalmente nell'Europa settentrionale. All'inizio dell'Età contemporanea, tra la fine del Settecento e l'Ottocento, la Rivoluzione industriale portò a radicali cambiamenti sociali, così come la Rivoluzione francese fece in ambito politico. Le principali potenze europee stabilirono colonie anche in quasi tutta l'Africa e in parte dell'Asia. Durante il XX secolo, la prima e la Seconda guerra mondiale si scatenarono proprio a partire dai conflitti tra i vari nazionalismi europei. La guerra fredda dominò la geopolitica europea dal 1947 al 1989, mentre iniziava in Europa occidentale il percorso che avrebbe portato all'Unione europea. Dopo la caduta della Cortina di ferro, i paesi europei iniziarono una politica di riavvicinamento e l'Unione europea vide l'adesione anche di dieci paesi dell'Europa orientale, fino a comprendere 27 stati membri.

## Preistoria e protostoria

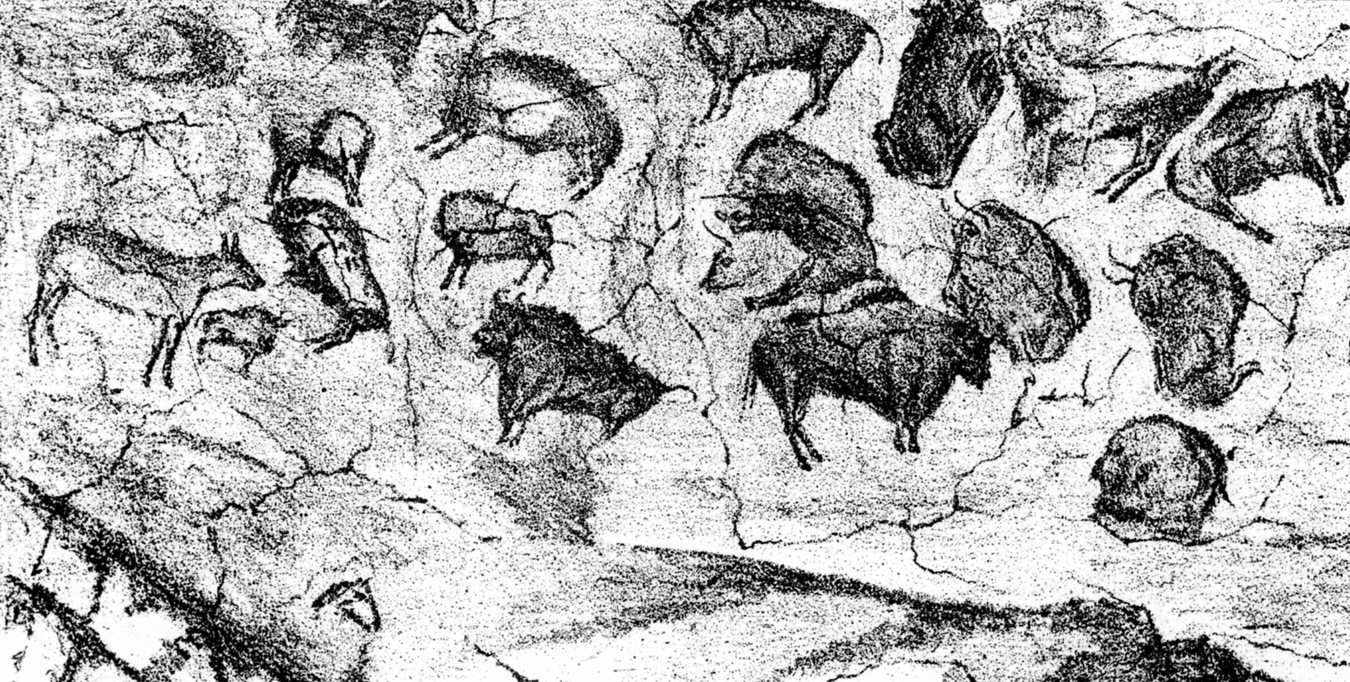
Le incisioni rupestri nelle grotta di Altamira (Spagna), risalenti al Paleolitico superiore

Le più antiche popolazioni umane che abitarono l'Europa erano probabilmente della specie Homo erectus. Ritrovamenti di chopper e strumenti primitivi nelle grotte Vallonet e Soleihac (in Francia) e nella grotta di San Daniele (nell'Istria) fanno risalire le prime popolazioni in quelle zone a circa 900.000 anni fa. Circa 700.000 anni fa gli Homo erectus raggiunsero invece l'Europa settentrionale e l'Inghilterra, sviluppando la lavorazione dei ciottoli.
Gli scavi archeologici di Terra Amata (Nizza) e di Vertesszöllös (Ungheria) dimostrano che tra 80.000 e 30.000 anni fa visse in Europa una specie umana più evoluta: quella dell'Homo neanderthalensis. Gli Homo neanderthalensis vivevano in accampamenti all'aperto o facevano uso del fuoco all'interno di grotte. I resti dell'Homo neanderthalensis vennero ritrovati a Neanderthal (in Germania) e si scoprì che la sua capacità craniale era simile alla nostra, ma la fronte era affossata e le arcate sopraccigliari molto pronunciate. Per lungo tempo l'Homo neanderthalensis è stato considerato una varietà di Homo sapiens, ma oggi nel mondo scientifico si sta facendo strada l'opinione che l'Homo neanderthalensis e l'Homo sapiens siano due specie distinte del genere Homo.
Durante il Paleolitico superiore contemporaneamente all'Homo neanderthalensis giunse anche l'Homo sapiens, che popolò l'Europa circa 40.000 anni fa. Egli praticava la caccia ed esprimeva le sue capacità artistiche. Durante il Mesolitico (civiltà della terracotta) alla fine delle grandi glaciazioni l'Homo sapiens (detto anche uomo di Cro-Magnon) inventò nuovi utensili per adattarsi al nuovo stato naturale, come dimostrano le pitture sulle caverne, che ritraggono scene di caccia e cerimonie rituali.
Con il Neolitico, ovvero a partire da circa 11.000 anni fa, l'uomo europeo impara ad addomesticare gli animali, a coltivare i cereali, a praticare l'artigianato anche a scopo di scambio e a navigare i mari. Nascono così i primi nuclei abitativi stanziali e gli europei impararono a lavorare i metalli dagli uomini del Vicino Oriente. Per primo si usò il rame, poi il bronzo (lega tra rame e stagno) e infine il ferro. Contemporaneamente alla scoperta dei metalli molti villaggi si trasformarono in città con a capo un re o un capo comunità e si sviluppò il commercio.

## Età antica

### I Sardi
La cultura di Bonnanaro si sviluppa tra il 1800 a.C. e il 1600 a.C. circa (esordendo con maggiore intensità nella Nurra e nel Sulcis-Iglesiente per poi propagarsi in tutta la Sardegna) come evoluzione finale del Campaniforme più influssi provenienti dalla penisola italiana, giunti forse attraverso la Corsica, dove si arricchirono delle conoscenze architettoniche di tipo ciclopico ivi già presenti. Le ceramiche bonnanaresi (generalmente inornate e dotate di anse a gomito) presentano infatti delle similitudini con quelle della contemporanea cultura di Polada diffusasi nell'Italia settentrionale nell'antica età del bronzo.
L'introduzione del bronzo portò notevoli miglioramenti in ogni campo. Con la nuova lega di rame e stagno (o arsenico) si otteneva infatti un metallo più duro e resistente, adatto a fabbricare attrezzi agricoli, ma soprattutto si prestava alla forgia di armi migliori, da utilizzare sia per la caccia che per la guerra. Ben presto in Sardegna, terra ricca di miniere, si costruirono fornaci per la fusione delle leghe che da esperti artigiani venivano lavorate abilmente dando vita ad un fiorente commercio verso tutta l'area mediterranea, in particolare verso quelle regioni povere di metalli.
In questo periodo inizia la costruzione dei protonuraghi e quindi la prima fase della civiltà nuragica (Nuragico antico). Queste costruzioni sono assai diverse dai nuraghe classici avendo una planimetria irregolare e l'aspetto assai tozzo. Sono costituiti da uno o più corridoi e mancano della camera circolare tipica dei nuraghi a tholos. Rispetto a questi sono di dimensioni minori come altezza (mediamente 10 metri rispetto ai 20 e più metri di quelli classici), ma anche la loro superficie è più del doppio (250 m² rispetto ai 100 delle torri nuragiche). Risulta inoltre imponente la massa muraria rispetto agli spazi interni sfruttabili.

### I Celti

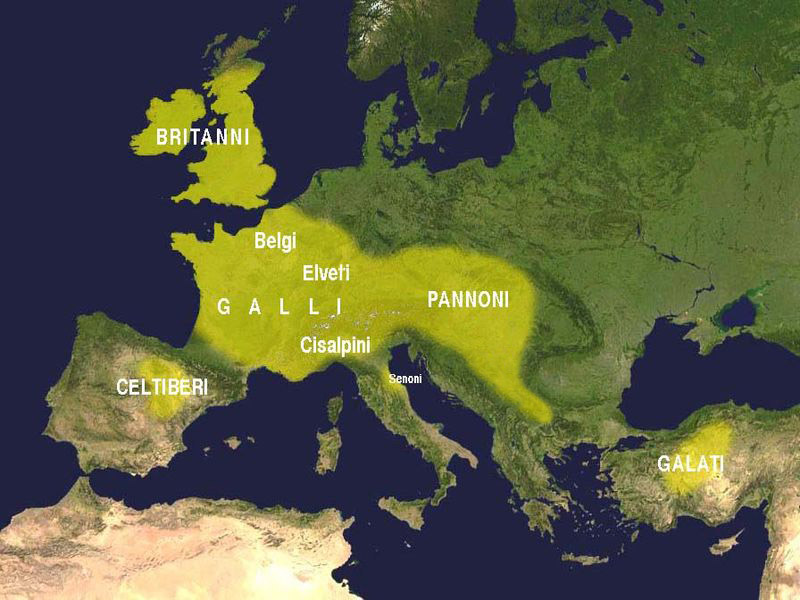
La diffusione dei Celti in Europa all'epoca dell'apogeo della loro civiltà (III secolo a.C.)

Le prime manifestazioni di civiltà in Europa centrale riguardano gli insediamenti dei Celti; probabilmente altri insediamenti civili si avevano nell'area baltica, grazie alle condizioni climatiche favorevoli successivamente peggiorate per un drammatico periodo di tipo glaciale.
I Celti toccarono il loro apogeo tra la seconda metà del IV e la prima metà del III secolo a.C. In quell'epoca la lingua e la cultura celtica costituivano l'elemento più diffuso e caratteristico dell'intera Europa, interessando una vasta e ininterrotta area che andava dalle isole britanniche all'Italia settentrionale e dalla penisola iberica al bacino Danubio. Dei gruppi isolati si erano inoltre spinti ancor più a sud, come i Senoni nell'Italia centrale e soprattutto i Galati in Anatolia.

### Grecia

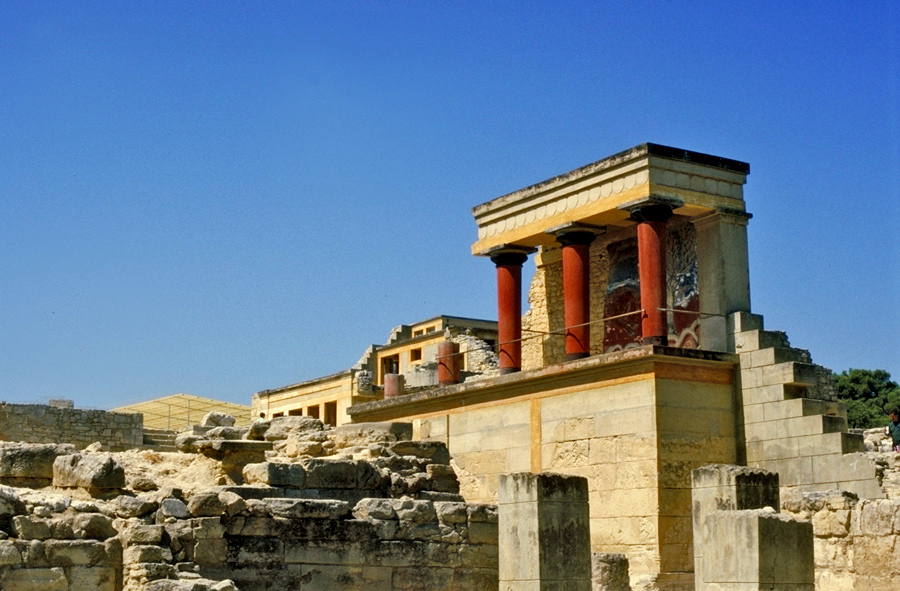
Le rovine del palazzo di Cnosso, sull'isola di Creta, una delle poche tracce rimaste della civiltà minoica

Le testimonianze più antiche della presenza umana nei Balcani, datate 270.000 a.C., si trovano nelle Grotte di Petralona, nella provincia greca settentrionale di Macedonia. Gli insediamenti neolitici in Grecia, risalenti al VII millennio a.C. sono i più antichi in Europa, seguita da Spagna, Francia, Italia e Regno Unito, superando di diversi secoli i successivi, in quanto la Grecia si trovava sulla strada tramite la quale l'agricoltura si diffuse dal Medio Oriente all'Europa. La Grecia è stata la prima area in Europa dove sono sorte delle civiltà avanzate, ed è considerata la culla della civiltà Occidentale, cominciata con la civiltà cicladica delle isole egee (3200-2000 a.C.), la Civiltà minoica a Creta (2700-1400 a.C.) e quindi la civiltà micenea nel Peloponneso (1600-1100 a.C.). Queste civiltà possedevano la scrittura: quella minoica, non decifrata, è detta Lineare A, mentre quella micenea è detta Lineare B, una forma arcaica del greco. Successivamente, mentre la civiltà minoica entra in crisi, forse a causa di un evento naturale distruttivo, prevale la civiltà micenea.

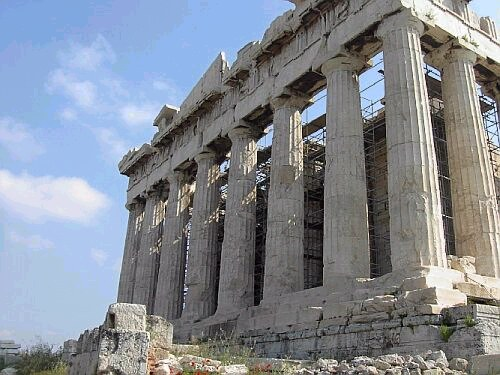
Le rovine del Partenone di Atene, tempio adibito all'adorazione della déa Atena

Alla fine dell'età del bronzo dai regni precedentemente esistenti nasce la civiltà greca. La struttura è quella di un insieme di città-stato (tra le maggiori delle quali ricordiamo Atene, Sparta, Corinto e Siracusa), anche molto differenti in termini di cultura ed organizzazione politica ed economica. L'espansione territoriale verso le colonie greche diffonde la cultura ellenica su tutta l'Anatolia e in buona parte del Mediterraneo, trovando un limite nella espansione dei Fenici.
Nel 500 a.C., l'Impero Persiano controllava un territorio che andava dall'attuale Grecia settentrionale e Turchia fino all'Iran e rappresentava una minaccia per le città-stato greche. I tentativi di ribellione delle città-stato greche dell'Anatolia sottoposte alla dominazione persiana fallirono, e la Persia invase la Grecia nel 492 a.C., ma le sue forze dovettero ritirarsi dopo la sconfitta alla Battaglia di Maratona del 490 a.C. Seguì una seconda invasione nel 480 a.C. Nonostante l'eroica resistenza degli Spartani e degli altri greci alle Termopili, le armate persiane saccheggiarono Atene. A seguito delle successive vittorie greche nel 480 e 479 a.C. a Salamina, Platea e Micale, i persiani furono costretti a ritirarsi una seconda volta. I conflitti militari, noti come le guerre persiane, furono guidati principalmente da Atene e Sparta. Tuttavia, il fatto che la Grecia non fosse una nazione unificata significava che i conflitti tra le città-stato greche fossero frequenti.
La guerra del Peloponneso tra Atene e Sparta (che, però, non fu la prima) fa scivolare la civiltà greca nella crisi, favorendo l'ascesa della città di Tebe, che riuscirà a stabilire un'egemonia di breve durata sulla Grecia. Nel IV secolo a.C., la debolezza conseguente alle lotte interne tra le varie città-Stato rendono la penisola ellenica preda del re macedone Filippo II.

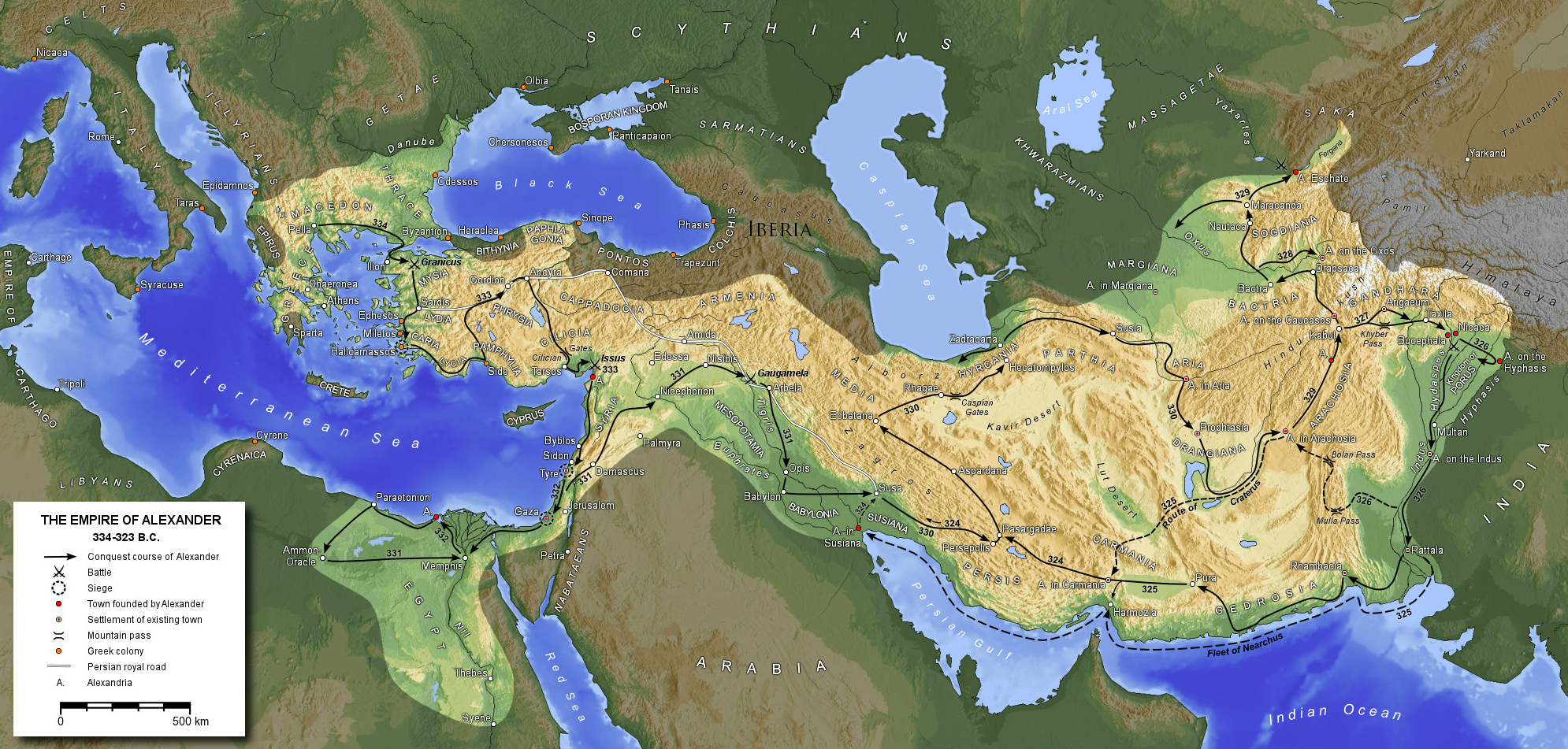
L'Impero ellenistico di Alessandro Magno alla sua massima espansione

Dopo l'assassinio di Filippo II, suo figlio Alessandro III (noto come Alessandro Magno) assunse il controllo della Lega di Corinto e nel 334 a.C. lanciò un'invasione dell'Impero Persiano con le forze combinate di tutti gli stati greci. Grazie alle vittorie nelle battaglie di Granico, Isso e Gaugamela, i greci poterono marciare su Susa e Persepoli, l'antica capitale persiana, nel 330 a.C. L'impero creato da Alessandro Magno si estendeva dalla Grecia a ovest fino al Pakistan a est e all'Egitto a sud, risultando come uno dei più grandi che la storia avesse visto fino ad allora.
Prima della sua improvvisa morte nel 323 a.C., Alessandro Magno stava pianificando un'invasione dell'Arabia. La sua morte causò il collasso del vasto impero, che si divise in diversi regni, tra cui i più importanti erano l'Impero seleucide e l'Egitto tolemaico. Altri stati fondati dai greci erano il regno greco-battriano e il regno indo-greco in India. Sebbene non potesse essere mantenuta l'unità politica dell'impero di Alessandro, esso diffuse la cultura ellenistica e la lingua greca nei territori conquistati, le quali si sarebbero mantenute per almeno due secoli e in alcuni territori del Mediterraneo orientale anche molto più a lungo.

### Roma

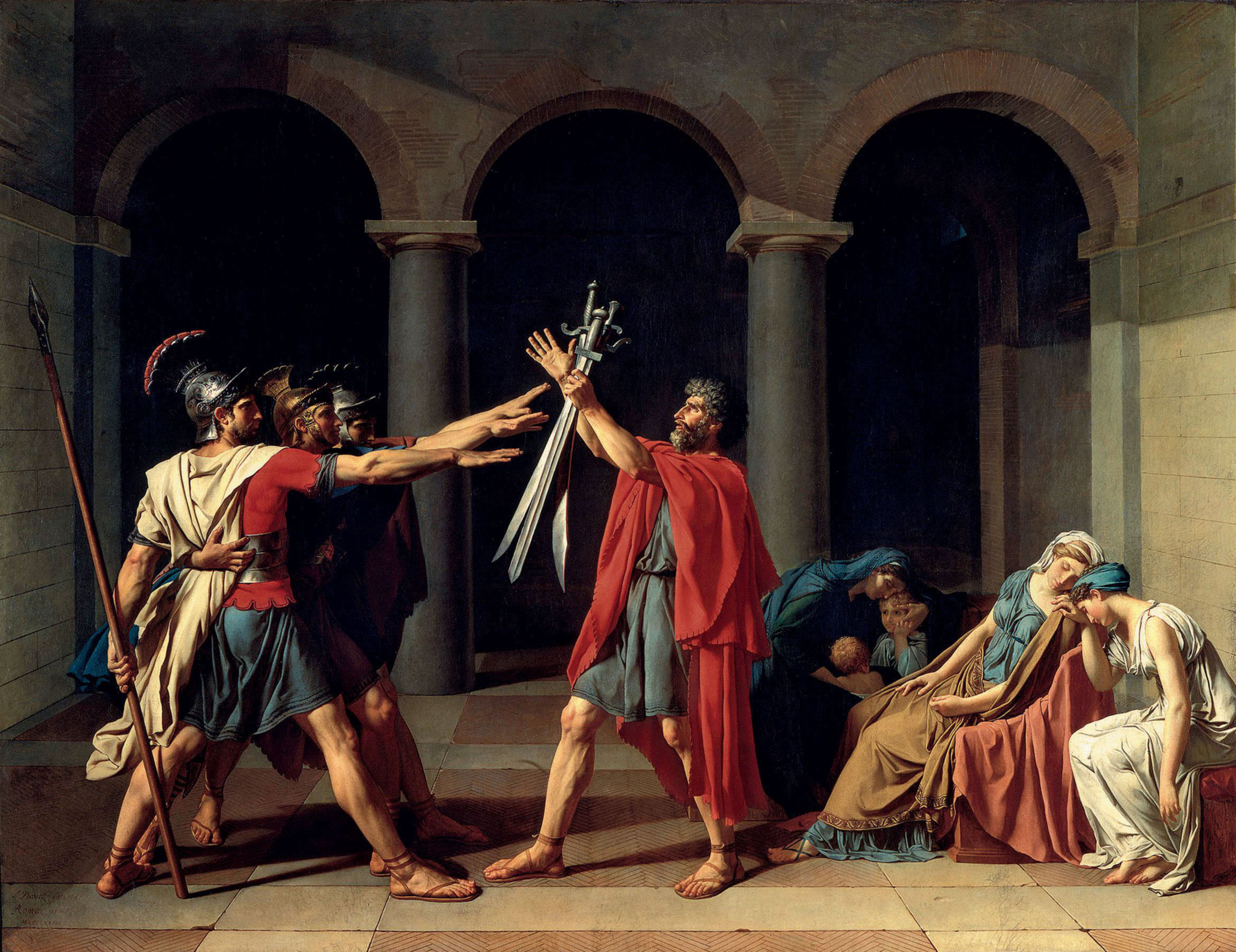
David, Il giuramento degli Orazi

Con Roma viene portata a termine per la prima volta nella storia, fra il III e il I secolo a.C. l'unificazione dell'Italia, dell'Europa occidentale e meridionale e infine dell'intero bacino del Mediterraneo. La civiltà romana, nata nell'ambito del mondo latino e italico, rappresenta il più evoluto organismo politico dell'Europa del tempo. Erede di tutte le grandi culture che l'hanno preceduta (e in primis di quella etrusca, di quella sabina e di quella greca), Roma diffonde il proprio diritto, le proprie istituzioni politiche e militari, la propria lingua, la propria tecnologia e la propria visione aristocratica e universalista della vita e del mondo da Gibilterra alla Scozia, dalla Germania renana alla Mesopotamia. L'Urbe riesce, col tempo, ad assimilare e legare al proprio destino i fenici e gli egizi dell'Africa settentrionale, i celti d'Europa, molte delle popolazioni germaniche che entreranno in contatto con essa e le popolazioni elleniche o ellenizzate del Mediterraneo orientale, che con pieno diritto continueranno ad autodefinirsi romani (Ρωμαίοι), ancora mille anni dopo la caduta dell'Occidente latino.
Fondata secondo la tradizione da Romolo il 21 aprile 753 a.C., Roma fu retta per un periodo di 244 anni da un sistema monarchico, con sovrani inizialmente di origine latina e sabina, e successivamente etrusca. La tradizione tramanda sette re: lo stesso Romolo, Numa Pompilio, Tullo Ostilio, Anco Marzio, Tarquinio Prisco, Servio Tullio e Tarquinio il Superbo.
Espulso dalla città l'ultimo re etrusco e instaurata una repubblica aristocratica nel 509 a.C., per Roma ebbe inizio un periodo contraddistinto dalle lotte interne tra patrizi e plebei e da continue guerre contro le popolazioni italiche: Etruschi, Latini, Volsci, Equi. Divenuta padrona del Lazio, Roma condusse diverse guerre (contro Galli, Osco-Sanniti e la colonia greca di Taranto, alleatasi con Pirro, re dell'Epiro) che le permisero la conquista della penisola italica, dalla zona centrale fino alla Magna Grecia. Il III ed il II secolo a.C. furono caratterizzati dalla conquista romana del Mediterraneo e dell'Oriente, dovuta alle tre guerre puniche (264-146 a.C.) combattute contro la città di Cartagine e alle tre guerre macedoniche (212-168 a.C.) contro la Macedonia. Vennero istituite le prime province romane: la Sicilia, la Sardegna e Corsica, la Spagna, la Macedonia, la Grecia (Acaia), l'Africa.
Nella seconda metà del II secolo e nel I secolo a.C. si registrarono numerose rivolte, congiure, guerre civili e dittature: sono i secoli di Tiberio e Gaio Gracco, di Giugurta, di Quinto Lutazio Catulo, di Gaio Mario, di Lucio Cornelio Silla, di Marco Emilio Lepido, di Spartaco, di Gneo Pompeo, di Marco Licinio Crasso, di Lucio Sergio Catilina, di Marco Tullio Cicerone, di Gaio Giulio Cesare e di Ottaviano, che, dopo essere stato membro del secondo triumvirato insieme con Marco Antonio e Lepido, nel 27 a.C. divenne princeps civitatis e gli fu conferito il titolo di Augusto.

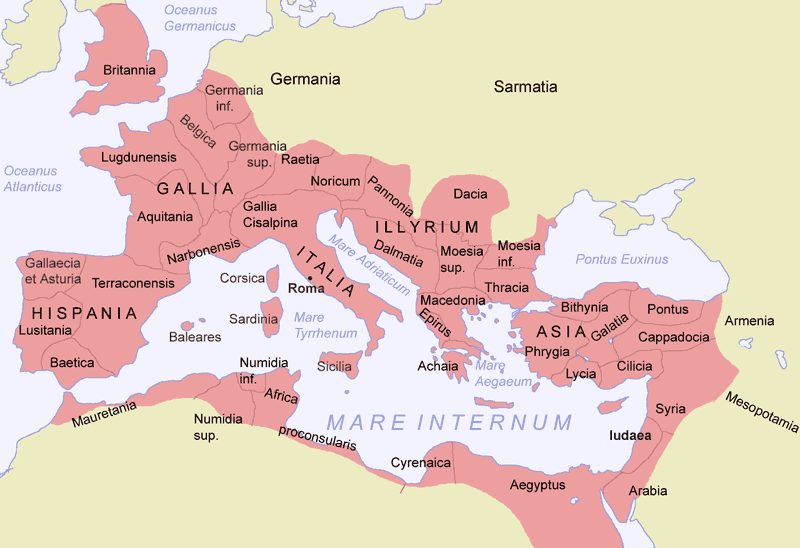
L'Impero romano nel 116 d.C. durante la sua massima espansione

Gradualmente il Principato lascia il posto all'Impero, che conobbe la sua massima espansione nel II secolo, sotto l'imperatore Traiano, Roma si confermò caput mundi, cioè capitale del mondo, espressione che le era stata attribuita già nel periodo repubblicano. Il territorio dell'impero, infatti, spaziava dall'Oceano Atlantico al Golfo Persico, dalla parte centro-meridionale della Britannia all'Egitto.
I primi secoli dell'impero, in cui governarono, oltre ad Ottaviano Augusto, gli imperatori delle dinastie Giulio-Claudia, Flavia (a cui si deve la costruzione dell'omonimo anfiteatro, noto come Colosseo) e gli Antonini, furono caratterizzati anche dalla diffusione della religione cristiana, predicata in Giudea da Gesù Cristo nella prima metà del I secolo (sotto Tiberio) e divulgata dai suoi apostoli in gran parte dell'impero.
Il mondo romano conosce il proprio apogeo, sia economico che sociale, nel II secolo.

### Tarda antichità

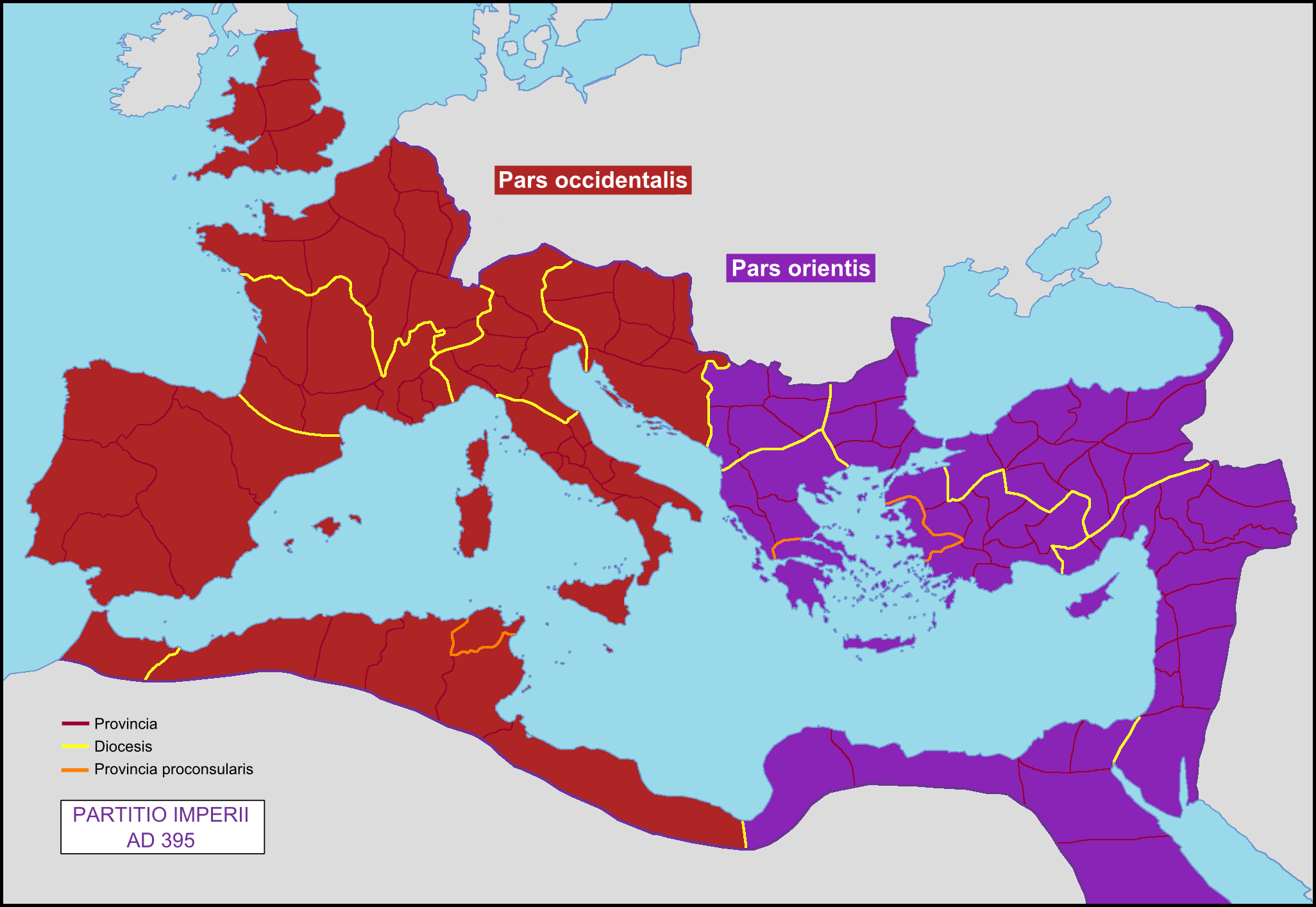
La divisione dell'Impero romano alla morte di Teodosio I

Il secolo successivo invece, è per Roma un'epoca di crisi, determinata in gran parte da una serie di guerre civili.
Quando salì al potere Diocleziano (284), la situazione di Roma era grave: i barbari premevano dai confini già da decenni, le province erano governate da uomini corrotti. Per gestire meglio l'impero, Diocleziano lo divise in due parti: egli divenne Augusto della parte orientale (con residenza a Nicomedia) e nominò Valerio Massimiano Augusto della parte occidentale, spostando la residenza imperiale a Mediolanum. L'impero venne suddiviso ulteriormente con la creazione della tetrarchia: i due Augusti, infatti, dovevano nominare due Cesari, a cui affidavano parte del territorio e che sarebbero diventati, successivamente, i nuovi imperatori. Una svolta decisiva si ebbe con Costantino, che, in seguito a numerose lotte interne, centralizzò nuovamente il potere e, con l'editto di Milano del 313, dette libertà di culto ai cristiani, impegnandosi egli stesso per dare stabilità alla nuova religione. Fece costruire diverse basiliche, consegnò il potere civile su Roma a papa Silvestro I e fondò nella parte orientale dell'impero la nuova capitale, Costantinopoli.
Nel IV secolo si assiste persino a un notevole risveglio culturale che si protrae fino ai primi decenni del V, durante le prime invasioni barbariche. A partire dal 395 l'Impero viene definitivamente suddiviso in due parti, una occidentale e una orientale. In entrambe si è gradualmente imposto, come religione maggioritaria e di Stato, il Cristianesimo, che avrebbe fortemente influenzato la storia d'Europa fino ai giorni nostri.
Roma, che non ricopriva più un ruolo centrale nell'amministrazione dell'impero, venne saccheggiata dai Visigoti comandati da Alarico (410); impreziosita nuovamente dalla costruzione di edifici sacri da parte dei papi (con la collaborazione degli imperatori), la città subì un nuovo saccheggio nel 455, da parte di Genserico, re dei Vandali. La ricostruzione di Roma venne curata dai papi Leone Magno (defensor Urbis per avere convinto Attila, nel 452, a non attaccare Roma) e dal suo successore Ilario, ma nel 472 la città fu saccheggiata per la terza volta in pochi decenni (ad opera di Ricimero e Anicio Olibrio). La deposizione di Romolo Augusto del 22 agosto 476 decretò la fine dell'Impero romano d'Occidente e, per gli storici, l'inizio dell'era medievale. L'Impero d'Oriente invece sopravvive, pur con alterne vicende, per un altro millennio.

## Medioevo

### Alto Medioevo
L'inizio del Medioevo viene convenzionalmente e tradizionalmente fatto coincidere con il 476, cioè l'anno che vide la deposizione dell'ultimo imperatore romano (Romolo Augusto) con la conseguente fine dell'Impero romano d'Occidente; è altresì utilizzata la data del 410, anno del Sacco di Roma o, più genericamente, si fa riferimento alla fine della tarda antichità (seconda metà del VI secolo).
A seguito della penetrazione dei popoli germanici nelle regioni occidentali dell'impero si formarono delle unità politiche particolari che contribuirono alla definitiva divisione dell'Europa ed all'incontro tra la civiltà classica, mediterranea, ed il mondo nordico e germanico. I primi regni romano-barbarici si caratterizzarono per una limitata presenza nello Stato di caratteristiche germaniche e per un riconoscimento formale dell'autorità del re da parte di Bisanzio, che conferiva una parvenza di legittimità allo stanziamento.
Nel VI secolo il monachesimo irlandese venne diffuso in Europa in particolare da san Colombano di Bobbio, contribuendo alla diffusione della cultura tramite gli scriptoria delle abbazie e alle scuole monastiche. Il santo fu il primo a citare l'Europa (tutus Europae) in una delle lettere al papa Gregorio I, auspicandone l'unione delle nazioni in un solo popolo cristiano.
Il VII secolo conosce la rapida espansione degli Arabi nelle coste del Mediterraneo, fino a raggiungere l'Anatolia, tutte le coste dell'Africa settentrionale, la Sicilia e la Spagna.

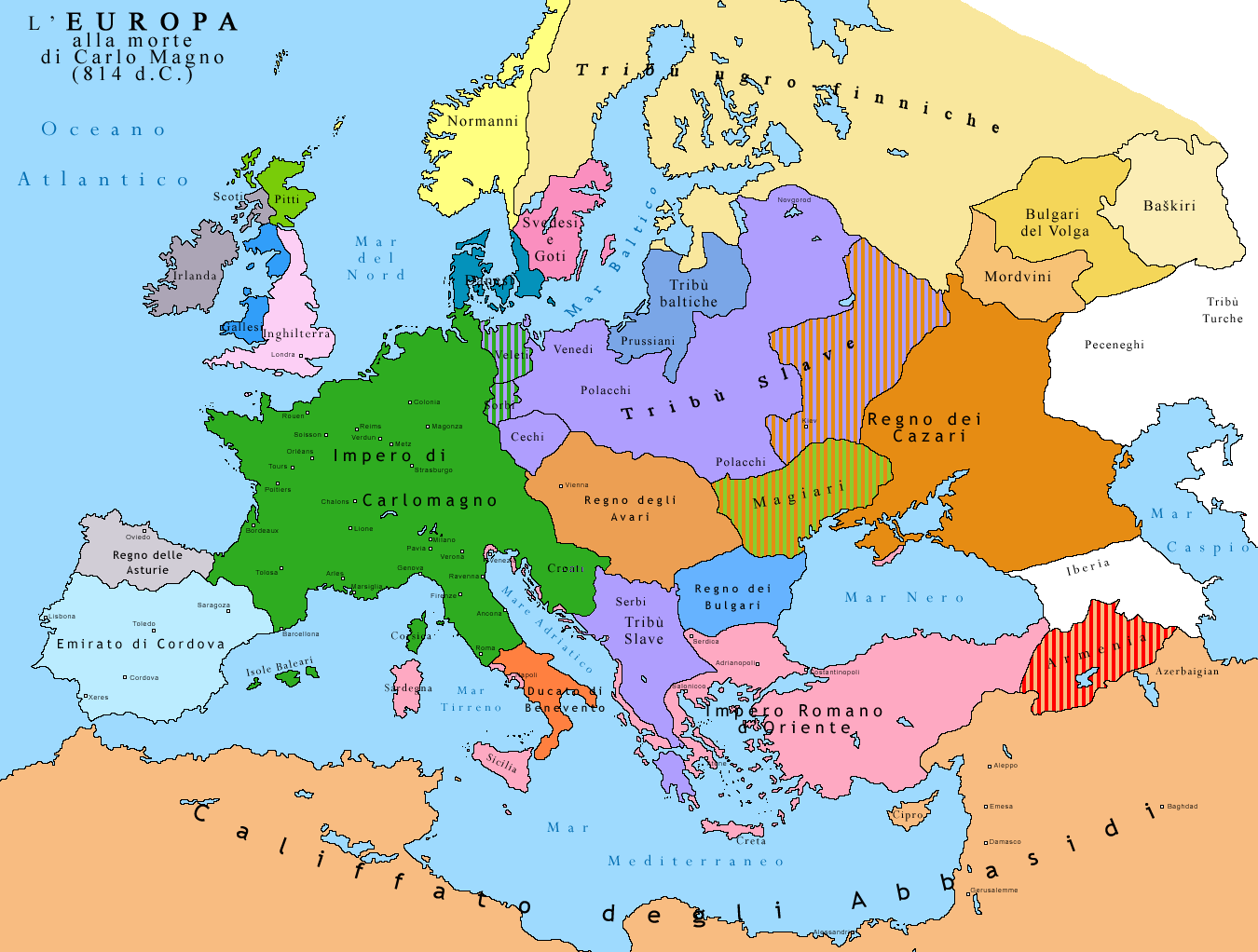
L'Europa nell'814

Nel frattempo, l'Europa dell'ex Impero romano d'Occidente continua la sua involuzione fino a suddividersi in piccole realtà locali con un'economia basata sull'agricoltura e sulla selvicoltura. Si tratta di un cambiamento anche paesaggistico e funzionale dalla polarità dell'unione ager (campo coltivato) - saltus (foresta) romana, alla inclusione del saltus nei coltivi, con differenziazione qualitativa della disponibilità di derrate. Tutto ciò porterà ad una forte contrazione dei commerci.
Una prima riunificazione si ha con il Sacro Romano Impero, che appare attorno all'800 quando Carlo Magno, re del popolo dei Franchi, riunisce sotto al suo regno (oltre alla Francia) la parte occidentale della Germania e la parte settentrionale dell'Italia: nella parte centrale dell'Italia prende corpo lo Stato della Chiesa, sotto il potere del papa.
Il collasso dell'impero carolingio fu accompagnato dalle cosiddette "seconde invasioni", con gruppi non numerosi ma molto agguerriti e affamati di preda, provenienti sia da est ma anche, e questa fu una novità nel panorama europeo, da sud e da nord. I sovrani dei regni e dei principati nati dal collasso della formazione carolingia si dimostrarono spesso incapaci di fronteggiare le invasioni di Ungari, Normanni e Saraceni. Politicamente, la polverizzazione del potere centrale precipita l'Europa nelle mani di vari signori locali, laici o ecclesiastici (feudalesimo). Questi ultimi cominciarono a erigere castelli (dal latino castrum, fortezza) per proteggere i propri possedimenti e a organizzare una difesa indipendente, dando inizio al fenomeno dell'incastellamento. L'unica autorità in grado di avere un'organizzazione centralizzata era la Chiesa, che inizia ad avere progressivamente anche un'influenza temporale e un ruolo di continuità con la cultura latina.

### Pieno Medioevo
Nel corso del X secolo il mondo euro-mediterraneo uscì dalla lunga crisi climatica, demografica e sociale che persisteva almeno dal V secolo, ridando vita ai centri urbani. Si iniziano ad avere segnali di rinascita agricola, commerciale e culturale dell'Europa occidentale, con l'affermarsi, a partire dall'XI secolo, di realtà comunali ricche di fermenti, soprattutto nelle Fiandre e nell'Italia centro-settentrionale e con lo sviluppo delle Repubbliche marinare, con le quali si riattivarono i contatti tra l'Europa, l'Asia e l'Africa, quasi interrotti dopo la caduta dell'Impero romano d'Occidente.
Mentre il Sacro Romano Impero continua la sua frammentazione in una serie di feudi italiani e tedeschi, sempre meno legati al potere dell'imperatore, alcuni comuni si trasformano in importanti città-stato (come Milano, Venezia e Firenze) e contemporaneamente si iniziano a formare i primi stati nazionali (quali Francia, Sicilia, Ungheria, Inghilterra e Spagna).
Iniziarono in questo periodo le crociate, una sorta di pellegrinaggio armato diretto ad aiutare i "fratelli d'Oriente" in cambio del ritorno della Chiesa d'Oriente nel seno della Santa Romana Chiesa, ma anche una valvola di sfogo alla cristianità della giovane Europa gonfia di violente energie che rivolgeva contro se stessa. «A una sola condizione si poteva imporre la pace cristiana a un'Europa siffatta, che cioè le si offrisse in cambio un'altra guerra, meglio la sua unica guerra.» nella quale avrebbero trovato sfogo le energie compresse dei Franchi che « [...] abituati a combattere iniquamente in guerra privata contro i fedeli, [ora] si battano contro gli infedeli... Coloro i quali sono stati finora dei briganti diventino soldati.»
Il Pieno Medioevo fu un periodo di grandi movimenti religiosi. La nascita di nuovi ordini monastici (Certosini e Cistercensi) e di ordini religiosi cavallereschi nell'XI secolo avevano già manifestato l'esigenza di ritornare alla povertà della Chiesa primitiva. Si diffusero fra il XII e il XIII secolo movimenti pauperistici fondati sull'ideale della vita apostolica e sulla volontà dei laici di predicare il Vangelo. Gruppi religiosi come i Valdesi e gli Umiliati furono condannati come eretici dal papato. I Catari (o albigesi) nel sud della Francia fecero presa su gran parte della popolazione, e contro di essi fu avviata una vera e propria crociata nel 1209. Nel novembre del 1215 Papa Innocenzo III convocò il Concilio Lateranense IV, in cui venne definitivamente dichiarata la superiorità della Chiesa rispetto a qualunque altro potere secolare, quale unica depositaria della Grazia e esclusiva mediatrice tra Dio e gli uomini. Se da un lato si istituiva il tribunale dell'Inquisizione contro le eresie nel 1231, dall'altro si incoraggiava la predicazione popolare legittimando gli Ordini mendicanti (Francescani e Domenicani), che avevano giurato voti di povertà e si guadagnavano da vivere mendicando.
Il progresso nella società si accompagnò anche a un rinnovamento artistico e a un rinnovato slancio architettonico verso edifici di grandi dimensioni, soprattutto edifici religiosi: era infatti dall'epoca romana che in Europa occidentale non si costruivano opere monumentali su larga scala e diffusamente. Tra XI e XII secolo si diffuse lo stile "romanico" (termine coniato solo nel XIX secolo), caratterizzato da una ritrovata monumentalità e da una maggiore complessità negli edifici. L'edificio simbolo di questa epoca fu la cattedrale, che iniziò a simboleggiare la ricchezza e il prestigio dell'intera comunità cittadina, con gare tra città vicine per avere l'edificio più grande, bello e maestoso. Già dalla metà del XII secolo si diffuse in Francia un nuovo stile, detto poi gotico (un termine coniato nel Rinascimento con risvolti negativi), che gradualmente conquistò tutta l'Europa. L'architettura gotica fu rivoluzionaria per il modo innovativo di concepire la struttura degli edifici: il peso non veniva più sorretto dalle pesanti pareti, ma da una serie di elementi (colonne, archi, volte, contrafforti, pinnacoli, ecc.) che permettevano di svuotare le pareti riempiendole di grandi e luminose vetrate, e di raggiungere altezze in verticale inimmaginabili.

### Tardo Medioevo
Dopo un periodo di crescita economica e demografica, intorno al 1300, anche a causa di un raffreddamento del clima, inizia un periodo di crisi caratterizzato da carestie, guerre ed epidemie che si sostengono a vicenda, in un circolo vizioso. Il peggioramento delle condizioni di vita e l'indebolimento fisiologico delle popolazioni europee (perciò la minore resistenza alle malattie) sfocerà in un drammatico calo demografico: la peggiore epidemia di peste, sarà la "Peste nera" del 1348-1351, causa della morte di circa un terzo della popolazione europea, preparata e seguita da molte altre epidemie minori. Va detto che i paesi europei meno colpiti dalla peste, come Inghilterra e Olanda, furono quelli meno interessati dalle carestie, perché tradizionalmente dediti al commercio delle eccedenze agricole, quindi dotati di cospicue riserve alimentari nei magazzini.
Intorno allo spartiacque del XV secolo, la popolazione rimasta conoscerà un nuovo ciclo di più diffuso benessere: manodopera più scarsa, quindi salari più alti o messa a pascolo delle terre agricole, attività meno vorace di manodopera. Ciò si tradurrà in una disponibilità carnea per tutti, o quasi, quindi in un rafforzamento della popolazione: migliore resistenza alle malattie, aumento della durata della vita media, miglioramento della qualità di vita.
Il XV secolo è attraversato anche da importanti cambiamenti culturali: l'ottimismo, la fiducia nell'uomo e nelle sue possibilità, il principio della "virtù" umana contrapposta alla "fortuna" sono manifestazioni filosofiche e letterarie di un periodo noto col nome di Umanesimo. L'Umanesimo, le cui avvisaglie possono esser colte già nel Trecento, ha una prima diffusione nell'Italia rinascimentale, le cui corti sono punti di riferimento vitale per gli artisti del tempo.
La fine del Medioevo viene fatta convenzionalmente e tradizionalmente coincidere con due date:
- La caduta di Costantinopoli e dell'Impero bizantino nel 1453 per mano dei Turchi, i quali faranno della città (rinominata Istanbul soltanto nel 1930) la capitale dell'Impero ottomano, durato fino al 1919, e che giunse a comprendere anche Siria, Egitto, Libia, Arabia e gran parte dei Balcani
- La scoperta dell'America da parte della spedizione guidata da Cristoforo Colombo nel 1492.

## Età moderna

### La riforma luterana

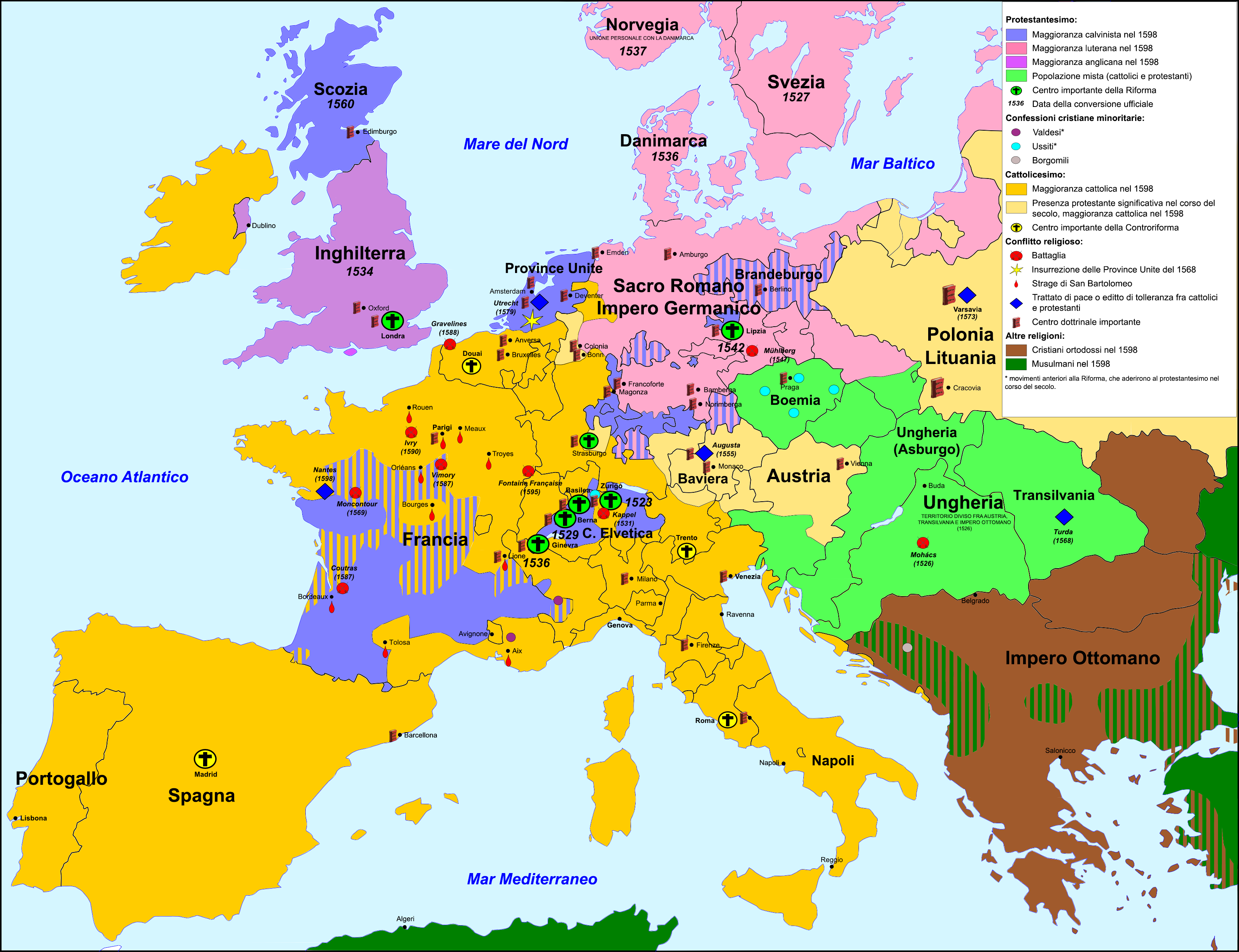
Diffusione del Protestantesimo: equilibri religiosi in Europa alla fine del XVI secolo

Alla fine del XV secolo la Chiesa cattolica viveva una profonda crisi morale, spirituale e di immagine. A livello del Papato e dell'Alto Clero questa crisi si manifestava con l'assunzione di pratiche e comportamenti che niente avevano a che vedere con la fede. La prima preoccupazione dei Papi era la difesa strenua del proprio Stato, con continue guerre che dissanguavano le economie dello Stato Pontificio, e la preoccupazione di arricchire se stessi più che difendere la religione. Il nepotismo era diffuso a tutti i livelli, a cominciare dai Papi. La consuetudine di accumulare i benefici ecclesiastici (con le rendite ad essi connessi) era pratica comune. Il basso clero, pochissimo istruito e senza alcuna preparazione specifica, viveva come poteva (contrabbando, caccia, prostituzione), e contribuiva a fare della religione un insieme di pratiche più vicine alla superstizione che alla fede.
Dopo la Riforma protestante avviata in Germania da Martin Lutero nel 1517, l'Europa viene attraversata da una serie di lotte nelle quali motivazioni religiose giustificavano mire politiche.

### XVI secolo
Le nazioni europee (con Spagna e Portogallo, seguite da Francia, Inghilterra ed Paesi Bassi) iniziano un'espansione coloniale, sia verso i territori dell'Asia e dell'Africa, sia verso le terre del Nord e Sud America a seguito della loro scoperta da parte di Cristoforo Colombo nel 1492.
La pace di Cateau-Cambrésis rafforzò il dominio del Regno di Spagna, ma vi erano molte lacune, le vie di comunicazione erano peggiorate e qualunque contatto verso i paesi più lontani e viceversa impiegava moltissimo tempo. Inoltre mancava il ceto della borghesia, fondamentale per la crescita dell'economia. La Spagna dominava anche le colonie americane, dove vi erano grandi quantità di argento. Queste quantità enormi di metalli preziosi però non si fermarono in Spagna e quindi non contribuivano a far crescere l'economia spagnola ma venivano spediti ad altri paesi con i quali il Regno aveva dei debiti o venivano usati per pagare i soldati. A peggiorare la situazione interna la gestione delle finanze fu affidata a banchieri stranieri, con perdita di buona parte dell'argento americano.

Una scena della battaglia di Lepanto (1571) nella quale la Lega Santa sconfisse l'Impero ottomano

Nel Mediterraneo, dopo la scoperta dell'America, diminuirono notevolmente i traffici. Così tutti i paesi interessati, in particolar modo l'Italia, andarono in crisi. A peggiorare la crisi dell'economia contribuirono i conflitti fra cristiani (soprattutto Spagna e Venezia) e l'Impero ottomano. Le ostilità raggiunsero il loro punto più alto quando i Turchi attaccarono, nel 1570, Cipro, prezioso possedimento di Venezia. Quest'ultima riuscì allora a fondare la Lega Santa contro l'espansione dell'Impero ottomano. I cristiani l'ebbero vinta ma il successo non fu sfruttato, dato la separazione fra Spagna e Venezia. Quando la pace di Cateau-Cambresis confermò il dominio spagnolo su tutto il vasto mare, l'economia dell'Italia andò in crisi. La recessione colpì anche il commercio e l'agricoltura, soprattutto nell'Italia meridionale nella quale i proprietari di latifondi tornarono a esercitare un potere simile a quello del feudalesimo. Nell'Italia settentrionale invece la crisi di commercio portò i borghesi a comprare terreni e a migliorare le tecniche di lavorazione e gli strumenti agricoli.
In questo contesto, la Repubblica di Venezia porta al massimo splendore lo stile neoclassico, e nonostante le scomuniche papali e le guerre contro l'Impero ottomano, difende la sua laicità, la libertà di fede nel suo territorio contro l'Inquisizione e mantiene libera la ricerca scientifica.
All'epoca di Filippo II i domini olandesi erano suddivisi in diciassette province. Per secoli le civiltà fiamminghe e olandesi si erano governate autonomamente e avevano goduto di un solido sviluppo economico. Il re di Spagna impose sulla popolazione dei Paesi Bassi il cattolicesimo, provocando un grande malcontento soprattutto da parte di tutti i calvinisti, che nel 1566 diedero vita ad una riforma antispagnola. La Spagna, cercando di riaffermare la propria autorità, fece una violenta repressione e impose un maggior controllo anche sull'attività urbana. Ma a questo suscitò la ribellione anche dei cattolici che temevano di perdere la libertà cittadina. Si unirono così nel 1576 ai calvinisti per una ribellione e firmarono un patto di unione nazionale. Soltanto allora la Spagna si rese conto del pericolo e cercò di rompere il fronte dei ribelli, dando alcune concessioni ai cattolici. Riuscì a convincerli a deporre le armi e a giungere ad un accordo con l'inviato di Filippo II.
In Francia scoppiarono cruente guerre civili, che contrapposero i francesi di fede cattolica a quelli di fede calvinista, gli ugonotti. Il calvinismo fu dapprima perseguitato dal sovrano Enrico II, ma quando la corona passò alla moglie i protestanti furono notevolmente più liberi. Questo provocò un grosso malcontento da parte dei cattolici, che per diversi anni fecero guerra ai calvinisti. Vari motivi portarono ad una guerra particolarmente aspra e sanguinosa. Alla fine ebbero la meglio i calvinisti, con Enrico di Borbone, incoronato Enrico IV che nel 1598 consentì a tutti i francesi la libertà di culto.

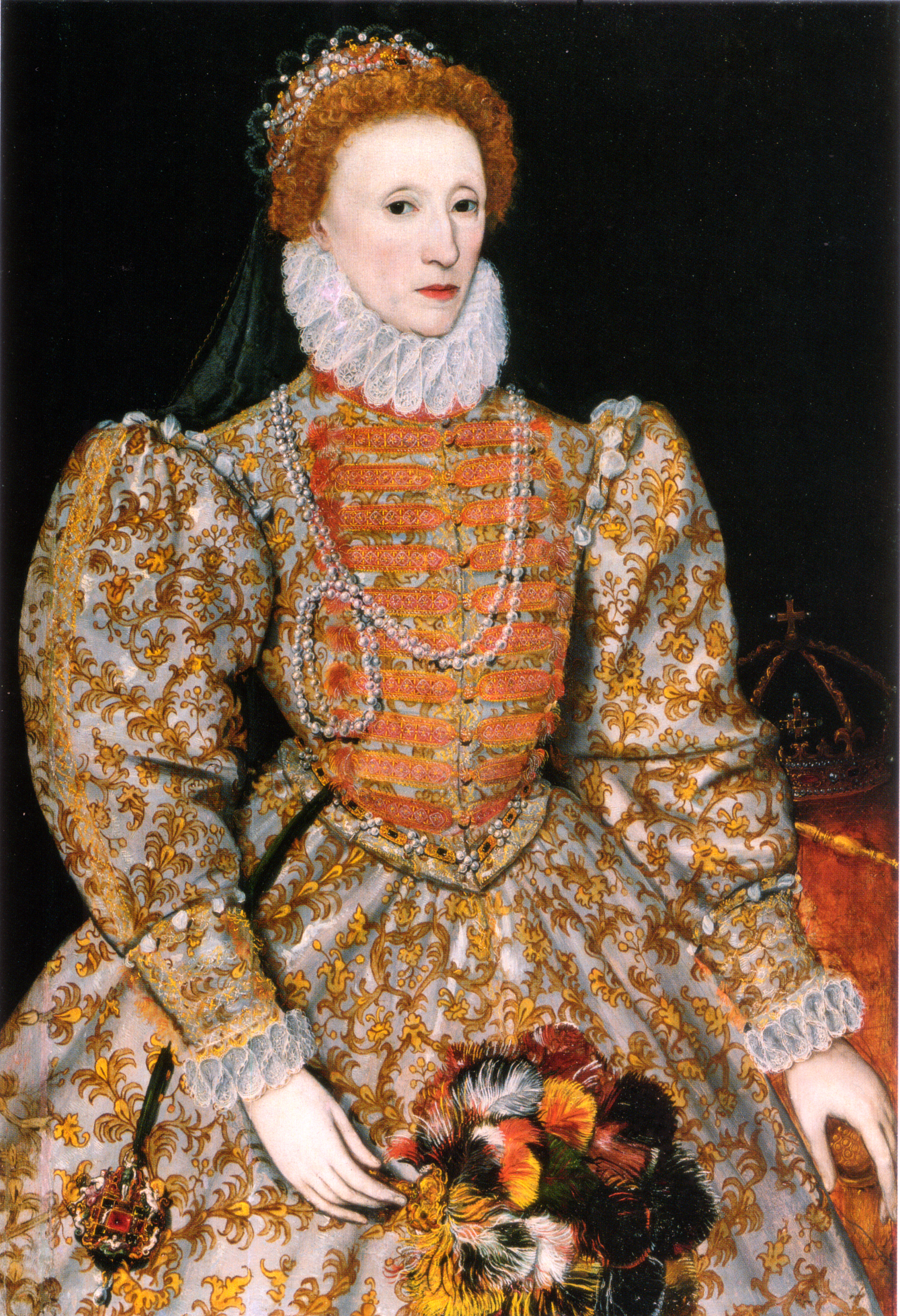
La regina Elisabetta I

Anche in Inghilterra ci furono forti contrasti religiosi. Nel 1558 salì al trono Elisabetta I. I cattolici però non la riconobbero perché era nata dal secondo matrimonio di Enrico VIII e perché fin dall'inizio appoggiò la Chiesa anglicana. La regina però non perseguitava i cattolici ma quando questi organizzarono una rivolta nel 1569, attuò una violenta repressione. Era poi convinta che la volessero cacciare dal trono per sostituirla con la cugina Maria Stuarda, di credo cattolico. Nel 1587 Maria venne accusata di aver complottato contro la cugina e venne condannata a morte. L'esecuzione di Maria Stuarda aggravò la situazione fra Spagna ed Inghilterra, che addirittura portò ad una guerra. Nel 1570 una flotta di pirati inglesi cominciò ad attaccare e a depredare le navi spagnole e contemporaneamente gli inglesi diedero il loro appoggio alla ribellione calvinista dei Paesi Bassi. Nel 1588 una potente flotta spagnola, l'Invincibile Armata, attaccò il regno ma fu sconfitta e in gran parte distrutta: per la Spagna si trattò di una sconfitta gravissima mentre l'Inghilterra si avviò a diventare una forte potenza marittima. Alla morte di Elisabetta I, dato che essa non era sposata e non aveva figli, la corona passò alla famiglia degli Stuart.
L'Europa orientale è teatro di duri scontri tra Svezia, Polonia-Lituania e Russia, con quest'ultima che ha il sopravvento, annettendo la Finlandia e la parte orientale della Polonia.

### XVII secolo
Nei Paesi Bassi i calvinisti continuarono la loro rivolta e nel 1618 proclamarono l'indipendenza delle province settentrionali, che costituiva la maggior parte della popolazione. Nacque così una nuova repubblica, chiamata Repubblica delle Sette Province Unite. Tutti i successivi tentativi da parte della Spagna nel conquistare quei territori fallirono. Il solo risultato fu la perdita di grandi risorse finanziarie per la guerra. Le piccole e orgogliose Province Unite però non si abbatterono e infatti nel 1648 Filippo IV dovette riconoscer loro l'indipendenza.
In Francia, dopo la morte di Enrico IV (1610), Luigi XIII intraprende una politica assolutistica impersonata in particolare dal cardinale Richelieu.
Luigi XIV, che sale al trono già dal 1643, rafforza la monarchia assoluta e intraprende un'aggressiva politica espansionistica destinata al fallimento.
Il XVII secolo vede numerosi e importanti avvenimenti per le Isole britanniche che saranno di fondamentale importanza per gli sviluppi sociopolitici dei secoli futuri. I tentativi assolutistici degli Stuart verranno annientati dalla consapevolezza politica del popolo inglese durante le due rivoluzioni inglesi, il che porterà alla nascita del primo Stato liberale europeo già a partire dal 1688 gloriosa rivoluzione, dove il re "regna ma non governa".
Nell'area germanica conflitti religiosi portarono alla Guerra dei trent'anni (1618-1648), che devastò le terre tedesche. La popolazione degli stati tedeschi si ridusse di circa il 30%. La Pace di Vestfalia (1648) concluse la guerra religiosa, ma l'impero era di fatto diviso in numerosi principati indipendenti (circa 350 stati sovrani). Il dualismo tra la monarchia asburgica austriaca e del Regno di Prussia dominarono la storia tedesca. Nel Seicento l'Austria inizia a costituirsi come una temibile potenza continentale, assoggettando buona parte dell'area tedesca e balcanica. La Prussia riesce a riunire sotto il suo dominio il nord dell'attuale Germania, parte della Polonia e la Slesia, una regione mineraria di vitale importanza economica.
Nel 1730 viene ufficialmente adottata l'attuale linea di confine convenzionale tra Europa ed Asia, dato che quella stabilita sin dall'Età antica, che correva lungo il fiume Don, era ormai sentita come superata. Si era ormai constatato che le sorgenti del Don, infatti, non erano prossime al Mar Glaciale Artico, ma si trovavano nel cuore della Russia; per questo motivo il fiume non era ritenuto più adatto come confine. Inoltre, l'Impero russo viveva una fase di accelerata occidentalizzazione, che portava a spingere verso est il confine tradizionale tra Europa ed Asia. Fu così che la zarina Anna I di Russia adottò ufficialmente la Linea di von Strahlenberg, esploratore e geografo che aveva proposto di considerare gli Urali come confine continentale; questa convenzione ebbe immediato seguito in tutta Europa ed è anche oggi ritenuta valida.

### La Rivoluzione francese e Napoleone Bonaparte

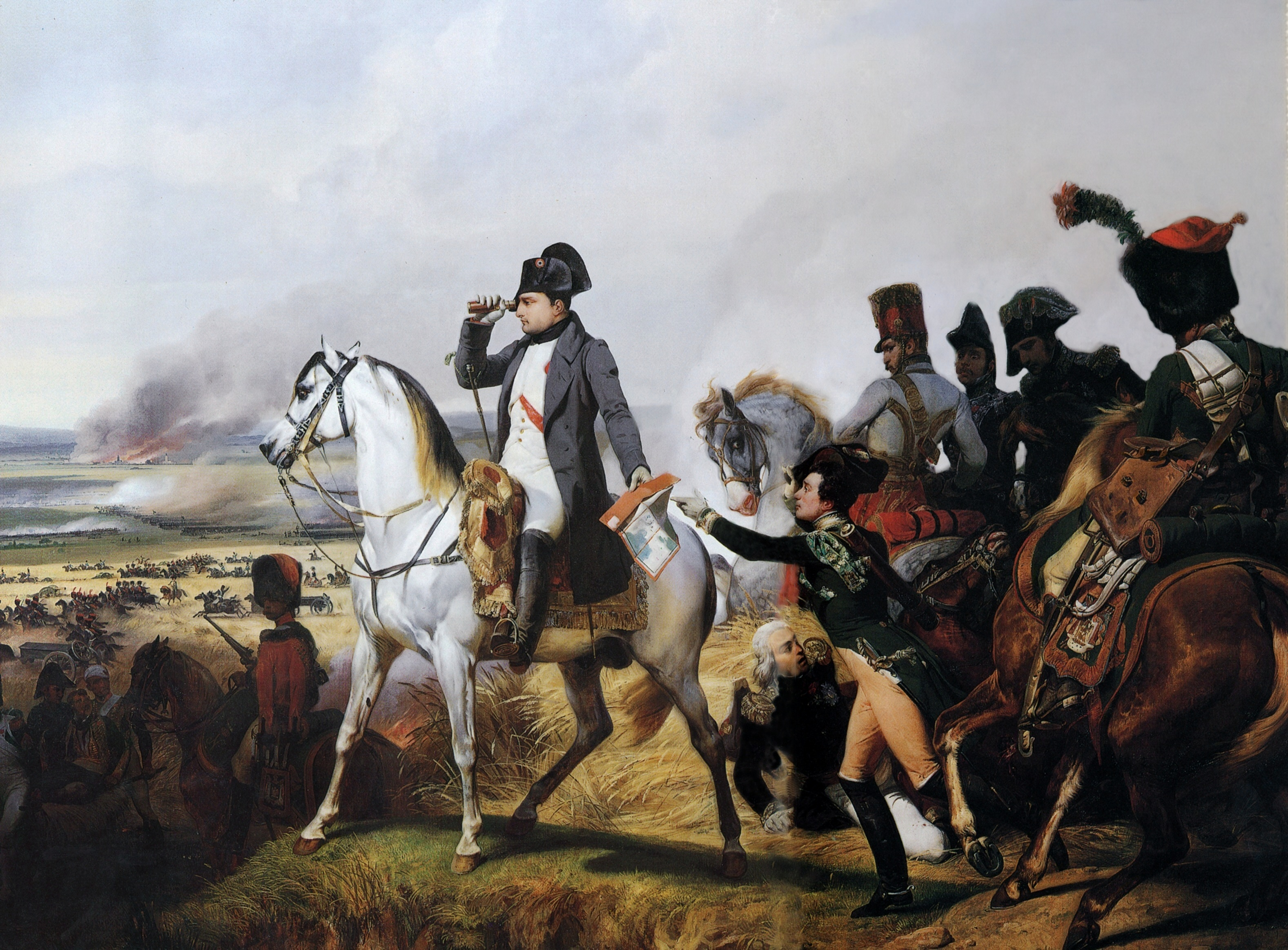
Napoleone Bonaparte a cavallo durante la battaglia di Wagram

Il XVIII secolo vede la crescita della borghesia mercantile, i progressi culturali e scientifici ed i primi segni della Rivoluzione industriale; contemporaneamente permangono i privilegi delle classi aristocratiche ed ecclesiastiche. Si crea quindi una situazione di tensione che sfocia in un conflitto aperto in Francia. Il rifiuto di Luigi XVI di condividere il proprio potere con il Terzo Stato (le classi sociali più basse) porta nel 1789 alla Rivoluzione francese, con la fine della monarchia assoluta in Francia e l'instaurazione della Repubblica.
L'affermazione dei principi di governo democratico e la reazione delle potenze europee, portarono a conflitti che condussero alla presa del potere da parte del generale Napoleone Bonaparte, che condusse una serie di brillanti campagne militari contro tutte le monarchie europee. Queste portarono Napoleone a battere l'Austria (il cui imperatore perse il ruolo di titolare del Sacro Romano Impero), la Russia e la Prussia e a controllare gran parte d'Italia, Germania e Spagna. La resistenza dell'Inghilterra, che mantiene il controllo dei mari, e la disastrosa campagna contro la Russia, portarono alla caduta di Napoleone Bonaparte, il cui impero termina nel 1815 con la sconfitta di Waterloo.

## Età contemporanea

### La restaurazione e i moti rivoluzionari (1815-1870)
La restaurazione delle forme di potere antecedenti alla Rivoluzione francese, stabilita con il Congresso di Vienna negli anni dal 1815 al 1848, tenta invano di soffocare le aspirazioni liberali e nazionali delle popolazioni europee suscitate dalla Rivoluzione francese. In tutta Europa scoppiano moti rivoluzionari e guerre d'indipendenza nel periodo tra il 1815 e il 1871. I moti più importanti furono quelli del 1820-21del 1830-31 e del 1848. Questi moti nascevano principalmente dalla volontà dei popoli di avere una costituzione e di ottenere l'indipendenza dalle altre nazioni. Come conseguenza a tutto questo in alcuni paesi dell'Europa occidentale riforme e rivoluzioni avevano portato ad un assetto monarchico-liberale; la conseguenza più significativa fu tuttavia la nascita del Regno d'Italia e dell'Impero Tedesco. A queste si aggiungono sia le trasformazioni sociali legate alla Rivoluzione industriale: la nascita della classe operaia e della questione sociale, che daranno vita alle ideologie del socialismo e del comunismo.

### L'Europa dopo il 1870

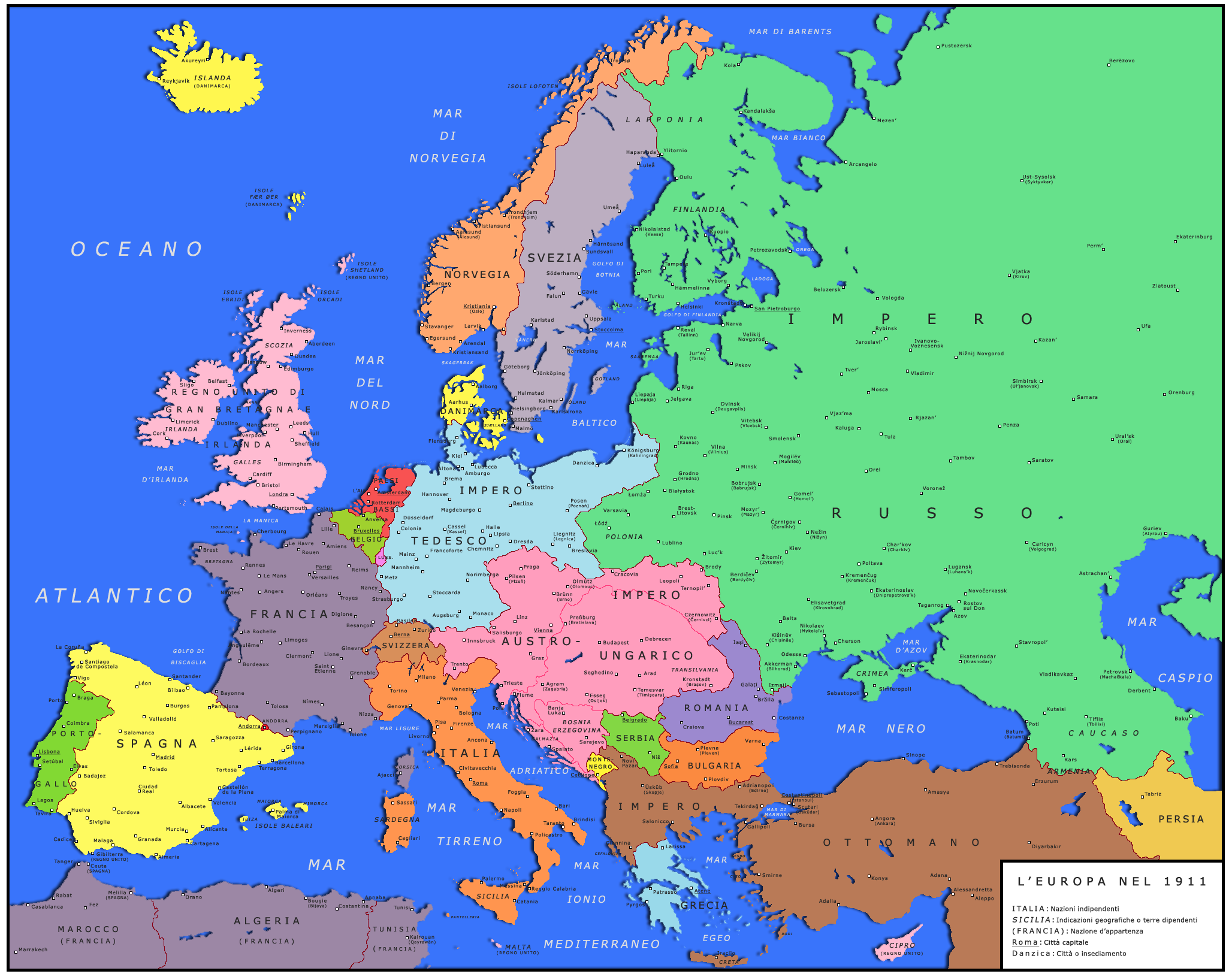
L'Europa nel 1911, prima delle due guerre balcaniche

L'Europa dopo il 1870 si trovava in una nuova situazione geopolitica dove i rapporti di forza tradizionali erano sostanzialmente mutati. La pace fra le potenze europee, seppure conservata, rimase sostanzialmente instabile. Sul continente Otto von Bismarck, uno dei protagonisti di questo periodo storico, si adoperò instancabilmente per costruire l'egemonia diplomatica e militare della Germania. La Germania assicurò la sua nuova posizione in Europa tramite l'alleanza con l'Impero austro-ungarico e l'Italia e un'intesa diplomatica con la Russia. La decisione del Kaiser Guglielmo II, salito al trono nel 1888, di non rinnovare il Trattato di controassicurazione con l'Impero russo e la sua politica riformatrice, segnarono l'inizio della fine del sistema bismarckiano che culminò con le sue dimissioni nel 1890. Tra il 1891 e il 1894, Francia e Russia operarono un graduale riavvicinamento diplomatico, culminato nell'alleanza militare ed economica. Un secondo fondamentale passaggio fu rappresentato dalla firma dell'"Entente cordiale", tra Francia e Gran Bretagna nel 1904. Nel 1907 anche il Regno Unito e Russia risolsero i loro contrasti in Asia con l'accordo di San Pietroburgo.
Verso la fine del secolo si profilava, ormai nettamente, quella rivalità fra Gran Bretagna e Germania che doveva essere una delle cause fondamentali della prima guerra mondiale.
La Francia, a seguito del crollo dell'impero di Napoleone III, aveva subito un rilevante ridimensionamento del proprio ruolo in una Europa in cui si imponeva la Prussia di Bismarck. La Francia, tuttavia, proseguì nella formazione di uno sterminato impero coloniale, entrando nel 1898 in una drammatica tensione con la Gran Bretagna.
La Gran Bretagna viveva le spinte del nascente movimento sindacale, i problemi di un'economia che mostrava i segni del rallentamento, le contraddizioni della questione irlandese, oltre i problemi che la politica coloniale poneva. Nel 1874 Benjamin Disraeli, capo dei conservatori inglesi, assunse il potere in seguito alla vittoria conseguita nell'elezione di quell'anno.
Gli Imperi europei dopo il 1870 subirono una notevole evoluzione a seguito del nuovo quadro geopolitico e dell'incalzare di nuovi principi politici ed economici. Negli Imperi dell'Europa centro-orientale, in Germania, Austria, Russia, un dato comune di grandissima importanza era costituito dal fatto che il liberalismo borghese non era mai riuscito ad assumere in prima persona il potere politico. La grande proprietà fondiaria e l'aristocrazia continuavano a rappresentare la base del potere politico in conseguenza della mancata affermazione del liberalismo. La monarchia e l'aristocrazia organizzavano il proprio potere attraverso uno stretto controllo dell'apparato burocratico-amministrativo, di quello militare e della diplomazia.
L'Impero tedesco, Deutsches Kaiserreich, dopo il 1870 affermò sempre di più la propria potenza militare, politica, diplomatica ed economica sul nuovo scenario europeo. L'Impero era retto da una Costituzione che poneva la politica estera, finanziaria, economica, doganale, le grandi scelte di politica interna e l'esercito nelle mani del governo centrale. Il governo era retto da un Cancelliere e da Segretari di Stato che non dipendevano dalla maggioranza parlamentare, bensì unicamente dal Kaiser, l'Imperatore, che aveva il potere di nominarli e di sospenderli e poteva prorogare o sciogliere il Parlamento.
L'Impero austro-ungarico si trovò a dibattere fra conservatorismo politico-sociale e il problema delle nazionalità. Trasformatosi nel 1867 nella duplice monarchia austro-ungherese, l'Impero dovette affrontare una complicata serie di problemi quali, principalmente, la disomogeneità socioculturale dei suoi territori, i conflitti politici ed ideologici fra conservatorismo tradizionale, liberalismo, cattolicesimo sociale, socialismo e le tensioni fra le nazionalità. La duplice monarchia si sostanziava in una politica estera, militare, finanziaria comune ma con una Costituzione ed amministrazioni separate. Retto dalla Costituzione del 1867, l'Impero non era diventato uno stato realmente unitario e parlamentare. Il parlamento rimase sempre troppo ricattabile dagli ambienti dell'alta burocrazia e dai militari. L'esigenza di sottrarre lo Stato e la vita civile alla pesante tutela ecclesiastica si fece sentire in modo particolarmente acuto sotto l'influenza della maggioranza liberale al parlamento, ma dopo che nel 1879 i conservatori di orientamento cattolico ripresero la maggioranza la laicizzazione venne in parte abrogata. La situazione dell'Austria-Ungheria alla fine del secolo ed agli inizi del Novecento era fortemente minata da conflitti nazionali.

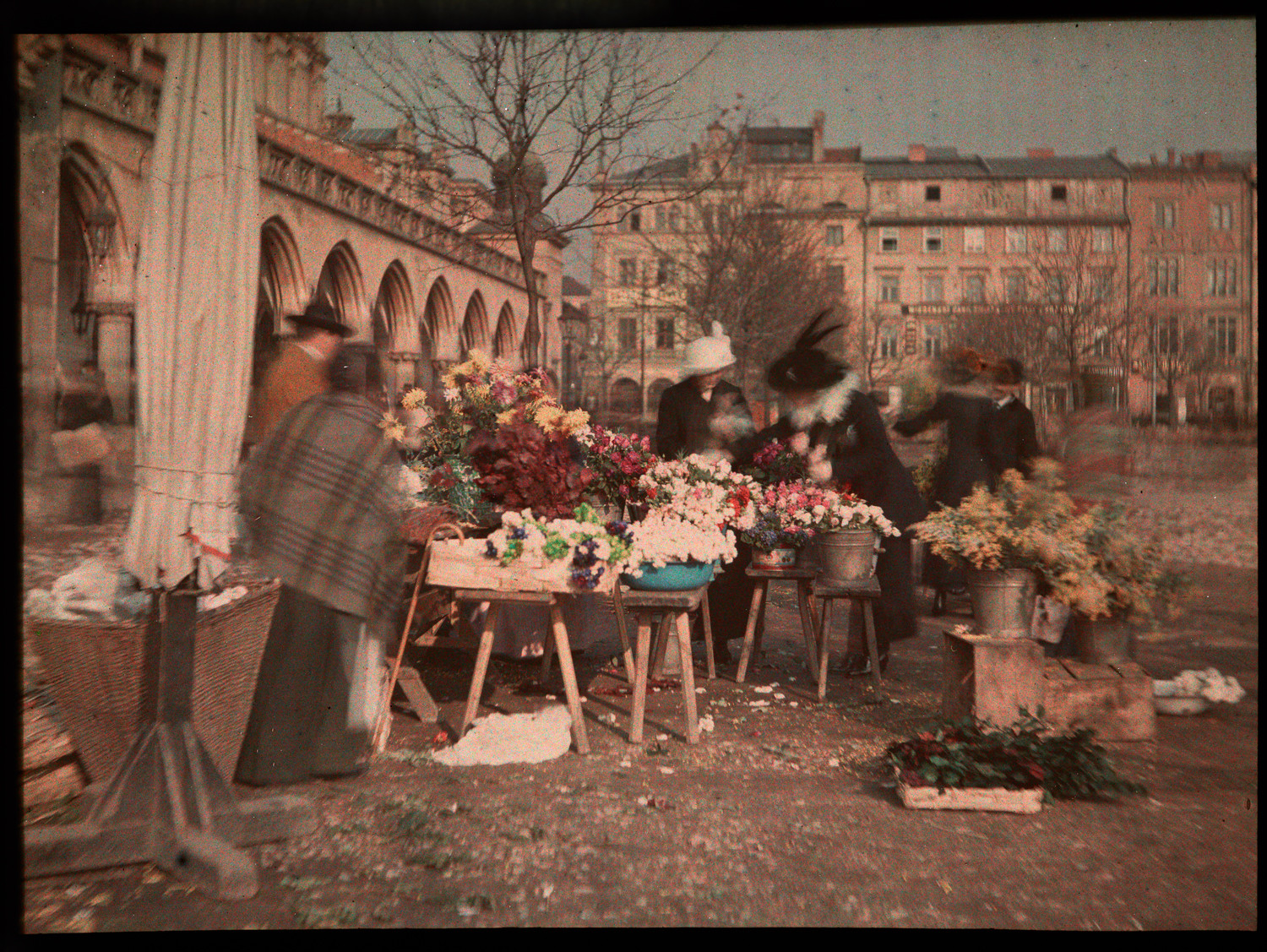
La piazza principale di Cracovia, in Polonia, nel 1915

L'Impero russo mostrava evidenti i segni della profonda crisi che lo avrebbe portato alla dissoluzione. La crisi, non solo sociale ma anche economica e politica, era aggravata per altro dai problemi che terrorismo, populismo, diffidenze politiche e, non ultimo, il tentativo di espansione in Asia avevano prodotto. La Russia dal fallimento del riformismo di Alessandro II ai primi anni di Nicola II subì le incertezze di una politica tentennante e contraddittoria. Il Regno di Alessandro II, apertosi nel 1855 sotto l'insegna delle riforme, terminò nel 1881 con una bomba lanciata dai terroristi. Il modo in cui morì lo Zar, 13 marzo 1881, sta a indicare chiaramente la gravità dei problemi politici e sociali dell'Impero. Dopo il 1865 il regime assunse un carattere sempre più dispotico. I giovani radicali cercavano di reagire al senso della propria impotenza iniziando il movimento della andata del popolo, il populismo. Migliaia di giovani si recavano nelle campagne per fare la vita dei contadini e diventarne la guida culturale e politica, ma fu un completo insuccesso. Tutto ciò allarmò profondamente il Governo che mise in atto una forte repressione.
Anche l'Italia fece il suo debole ingresso in campo coloniale e cercò di garantire la propria sicurezza in Europa, alleandosi con la Germania e l'Austria-Ungheria, mentre la Russia si legò alla Francia anche militarmente.

### Le due guerre mondiali (1914-1945)

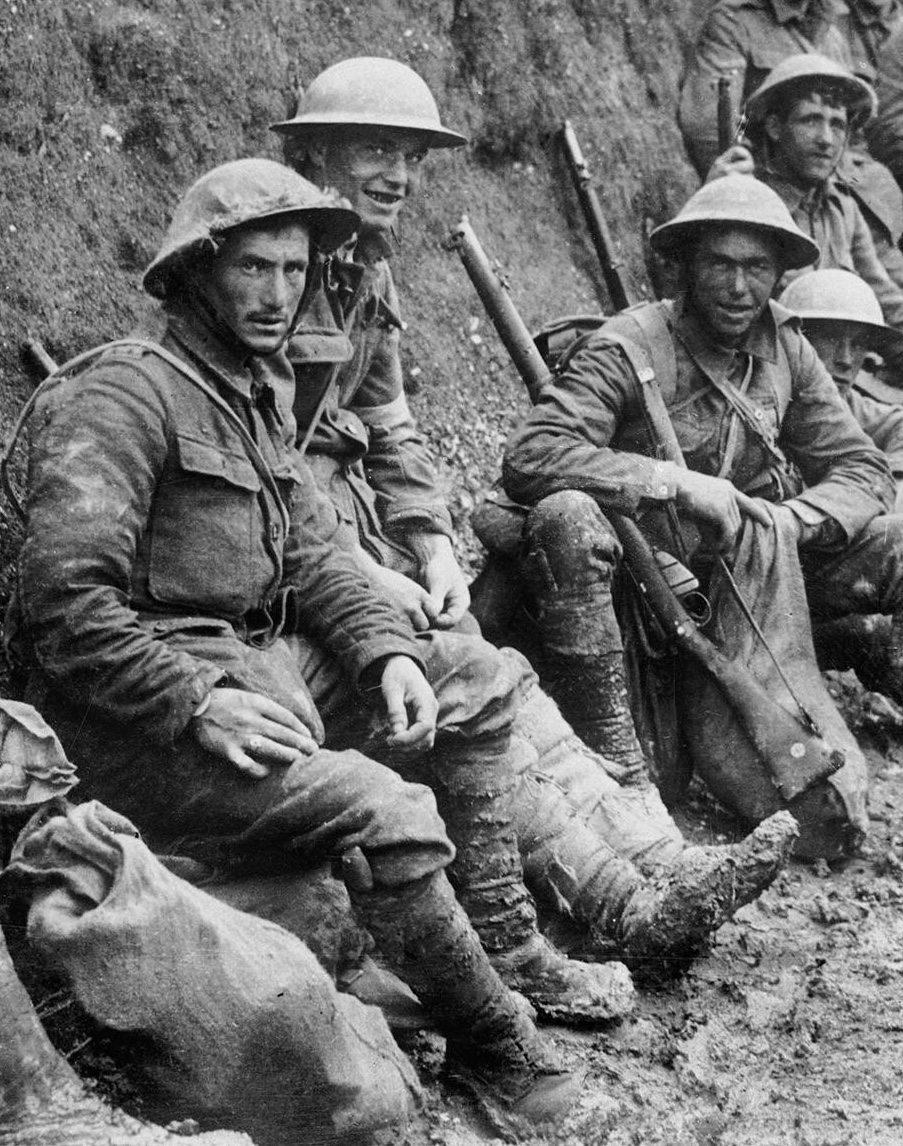
Soldati in trincea durante la prima guerra mondiale

Dopo il periodo relativamente pacifico che vede l'espansione della borghesia industriale, periodo noto anche come Belle Époque, le tensioni tra le potenze europee, imputabili in particolare alle aristocrazie dominanti, portano nel 1914 alla prima guerra mondiale. Da un lato si schierano la Germania, l'Impero austro-ungarico, l'Impero ottomano e la Bulgaria mentre dall'altra la Francia, il Regno Unito, la Russia e la Serbia, ai quali si aggiungono nel 1915 l'Italia e nel 1917 gli Stati Uniti; nonostante il ritiro della Russia nel 1917 causato dal successo della Rivoluzione russa d'ispirazione bolscevica, questi ultimi prevalgono nell'autunno del 1918.
Il Trattato di Versailles del 1919, per il prevalere degli interessi nazionali, impone severe condizioni alla Germania e il disfacimento degli imperi tedesco, austro-ungarico e russo con la creazione di nuovi stati come la Polonia, Cecoslovacchia e la Iugoslavia. Gli anni seguenti sono contraddistinti da gravi problemi economici e sociali (Crisi del 1929), che sfociarono nella grande depressione del 1929-1933. Le tensioni che derivarono da questa difficile situazione ed i tentativi di espandere la Rivoluzione bolscevica, porta alla nascita di movimenti nazionalisti come il Fascismo in Italia (1922), il movimento di Horty in Ungheria, il Nazismo in Germania (1933), il Franchismo in Spagna (dopo la Guerra civile terminata nel 1939).

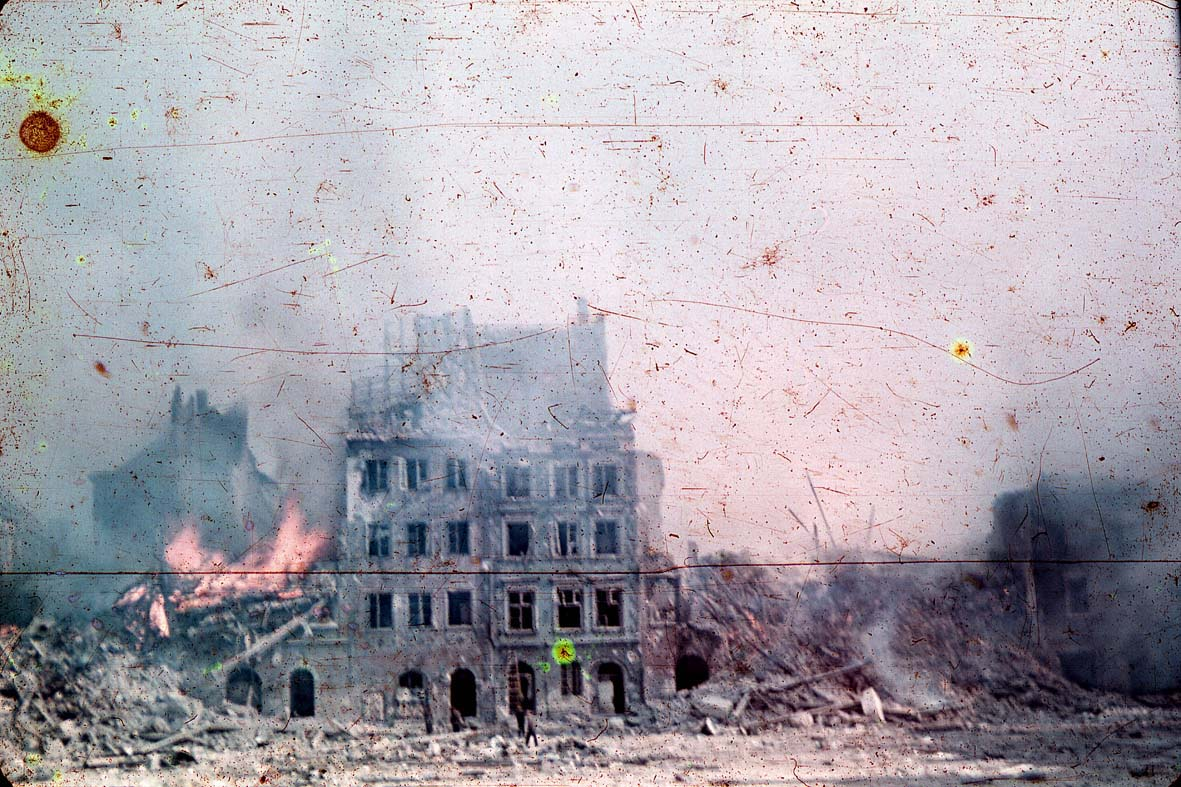
Varsavia nel 1944

Berlino alla fine della seconda guerra mondiale

La Germania nazista, dopo l'annessione dell'Austria e dei Sudeti e dopo la definizione del Patto d'acciaio con l'Italia e la firma di un patto di non aggressione con l'Unione Sovietica, dà inizio nel settembre 1939 alla seconda guerra mondiale con l'invasione della Polonia. Seguono le invasioni di Paesi Bassi, Belgio, Francia (Campagna di Francia), Danimarca, Norvegia (Operazione Weserübung) e Balcani (Campagna dei Balcani). Dopo questi iniziali successi, la Germania tenta di invadere il Regno Unito e nel 1941 attacca la Russia; questa invasione viene però fermata vicino a Mosca nel dicembre del 1941. Tra il 1941 e il 1943, comunque, la Germania e l'Italia raggiungono un dominio pressoché completo dell'Europa continentale, minacciato però dall'inversione delle sorti nella guerra contro la Russia. Nel frattempo l'Impero giapponese, alleatosi a Germania ed Italia nel settembre 1940, attacca gli Stati Uniti il 7 dicembre 1941, dopo mesi di embargo americano. Le vittorie alleate in Nordafrica sono seguite dall'invasione dell'Italia nel 1943, dallo sbarco in Normandia nel giugno del 1944 e dall'invasione a tenaglia russo-americana della Germania nel 1945, portando alla fine della guerra in maggio per l'Europa, e in agosto per l'Asia.

### La guerra fredda (1945-1991)
La fine della guerra porta alla separazione delle nazioni europee in due blocchi, distinguendo tra quelle filo occidentali facenti parte della NATO e quelle di influenza sovietica del Patto di Varsavia. La contrapposizione dei due blocchi portò a quella che venne definita guerra fredda. Tale tensione, durata circa mezzo secolo, pur non concretizzandosi mai in un conflitto militare diretto (la disponibilità di armi nucleari per entrambe le parti avrebbe potuto inesorabilmente distruggere l'intero pianeta), si sviluppò nel corso degli anni incentrandosi sulla competizione in vari campi.
Un processo d'integrazione economica e politica portò allo sviluppo della Comunità europea del carbone e dell'acciaio nel 1951 e del Mercato europeo comune nel 1957. Nello stesso periodo l'economia europea conobbe una crescita esponenziale del PIL mentre il neonato Stato sociale era alla base dell'incremento della spesa pubblica.
Sulla fine degli anni ottanta, il leader sovietico Michail Gorbačëv, conscio delle gravi difficoltà dello stato sovietico, iniziò un percorso di riforme, attraverso politiche di glasnost' (trasparenza) e perestrojka, che non si dimostrarono tuttavia sufficienti per impedire la dissoluzione dell'Unione Sovietica. Nel 1989 cadde il muro di Berlino e di lì a poco, nel 1991, lo avrebbe seguito l'intera Unione Sovietica, incapace di risolvere le proprie contraddizioni interne e di vincere la sfida con il capitalismo occidentale.

### Tempi recenti (1991-oggi)
La Repubblica Socialista Federale di Jugoslavia si disintegrò tra il 1991 e il 1992, a seguito dell'indipendenza di Slovenia, Croazia, Macedonia del Nord e Bosnia ed Erzegovina. Le altre due repubbliche jugoslave, Serbia e Montenegro, formarono nel 1992 una nuova federazione denominata Repubblica Federale di Jugoslavia. Tra il 1998 e il 1999, continui scontri in Kosovo tra le forze di sicurezza serbo-jugoslave e l'Esercito di Liberazione Albanese (UÇK), riportati dai media occidentali, portarono al bombardamento della NATO sulla Serbia (Operazione Allied Force). Gli attacchi vennero fermati da un accordo, firmato dal presidente Milošević, che prevedeva il ritiro dell'esercito dal Kosovo.
Il 7 febbraio 1992 i dodici stati CEE firmarono il Trattato di Maastricht, che istituisce l'Unione europea. Nel 1995 aderirono all'UE Austria, Finlandia e Svezia. Nel 1999 entrò in vigore l'euro, che diventò nel 2002 la moneta unica di dodici paesi dell'Unione e anche di San Marino, Vaticano e Monaco, oltre che de facto nei territori del Montenegro e del Kosovo (all'epoca entrambi parte della confederazione di Serbia e Montenegro) e in Andorra. Nel 2004 aderirono all'UE Cipro, Estonia, Lettonia, Lituania, Malta, Polonia, Repubblica Ceca, Slovacchia, Slovenia e Ungheria; nel 2007 fu il turno di Bulgaria e Romania e nel 2013 quello della Croazia, mentre nel 2020 il Regno Unito ne è uscito.
Dopo che Putin ha riconosciuto indipendenti le province separatiste di Donetsk e Lugansk, il 24 febbraio 2022 ha iniziato l'invasione dell'Ucraina per, secondo le sue parole, "denazificare" e smilitarizzare il paese.

### Storia antica
- Emilio Gabba, et al., Introduzione alla storia di Roma, Milano, LED, 1999, ISBN 88-7916-113-X.
- Francisco Villar, Gli Indoeuropei e le origini dell'Europa, Bologna, Il Mulino, 1997, ISBN 88-15-05708-0.
- Bruno Snell, La cultura greca e le origini del pensiero europeo, Torino, Einaudi 1963

### Storia medievale
- Marc Bloch, La società feudale, Torino, Einaudi, 1974.
- Renato Bordone e Giuseppe Sergi, Dieci secoli di Medioevo, Torino, Einaudi, 2009.
- Jacques Le Goff, L'uomo medievale, Bari, Laterza, 1999, ISBN 9788842041979.
- Giovanni Vitolo, Medioevo. I caratteri originali di un'età di transizione, Sansoni, Milano 2000.
- Alessandro Barbero e Chiara Frugoni, Dizionario del medioevo, Laterza, 2001  [1994], ISBN 9788842063742.
- Ute-Renate Blumenthal, La lotta per le investiture, Napoli, Liguori, 1990, ISBN 88-207-1775-1, SBN LO10035890.
- Franco Cardini e Marina Montesano, Storia medievale, Firenze, Le Monnier Università, 2006, ISBN 88-00-20474-0, SBN LIG0029620.
- Massimo Montanari, Storia medievale, 7ª ed., Laterza, 2006, ISBN 978-88-420-6540-1, SBN AQ10081962.
- Paolo Golinelli, Breve storia dell'Europa medievale: uomini, istituzioni, civiltà, 2ª edizione, Pàtron, 2004, ISBN 978-88-555-2749-1, SBN MOD0891995.
- Guglielmo Piombini, Il Medioevo delle Libertà, goWare, 2020, ISBN 9788833633893.

### Storia moderna
- Giuseppe Ricuperati, Frédéric Ieva, Manuale di Storia moderna, Torino, UTET, 2012.
- Gian Paolo Romagnani, La società di antico regime (XVI-XVIII secolo). Temi e problemi storiografici, Roma, Carocci, 2010.
- Blythe Alice Raviola, L'Europa dei piccoli stati. Dalla prima età moderna al declino dell'Antico Regime, Roma, Carrocci, 2008.

### Storia contemporanea
- Eric Hobsbawm, Il Secolo breve, Milano: RCS Libri ISBN 88-17-25901-2.
- Mark Mazower, Le ombre d'Europa. Democrazia e totalitarismo nel XX secolo, Milano, Garzanti, 2001.
- Massimo Luigi Salvadori, Storia dell'età contemporanea. Torino, Loescher, 1990. ISBN 8820124343.
- Pasquale Villani, L'età contemporanea. Bologna, Il Mulino, 1998. ISBN 8815063382.
- Richard J. Evans, Alla conquista del potere. Europa 1815-1914, collana Cultura storica, Roma-Bari, Laterza, 2020, ISBN 9788858128084.
- https://tg24.sky.it/mondo/2022/02/25/russia-ucraina-ultime-news